# 1929
1929 (MCMXXIX) byl rok, který dle gregoriánského kalendáře započal úterým.

## Události

### Československo
- 1. února – Prezident T. G. Masaryk jmenoval na pražském hradě 10. vládu republiky československé, tzv. vládu panské koalice s předsedou Františkem Udržalem.
- stát koupil od Fürstenberků spolu s dalším majetkem i Dřevíč
- 11. února – V Litvínovicích u Českých Budějovic naměřena nejnižší teplota na území Česka, −42,2 °C
- 23. dubna – Slavnostní otevření Nepomucena, české koleje v Římě
- 1. července – Zahájeno vysílání ostravského studia Čs. rozhlasu
- 28. září – Otevřena Katedrála sv. Víta po krátce předtím završené dostavbě, v rámci oslav Svatováclavského milénia (účast pozdějšího papeže Jana XXIII. a prezidenta Tomáše Garrigua Masaryka)
- 27. října – Uskutečnily se předčasné volby do parlamentu Československé republiky, zvítězila v nich Republikánská strana zemědělského a malorolnického lidu s 15 % hlasů před sociální demokracií s 13 %, Čs. národními socialisty s 10,4 % a KSČ s 10,2 %
- 7. prosince
  - Nastoupila 11. vláda republiky československé, tzv. vláda široké koalice (2. vláda Františka Udržala)
  - Založen český národně socialistický tábor Vlajka

### Svět
- 11. února – podpisem Lateránských smluv mezi Itálií a Svatým stolcem vznikl Městský stát Vatikán
- 1. května – Byl Svobodný stát Waldeck připojen k Prusku
- 2. června – Byl beatifikován Jan Bosco
- 8. srpna – Odstartovala vzducholoď Graf Zeppelin L. Z. k prvnímu letu kolem Země. Svou plavbu dokončila po třech týdnech.
- 24. října – Krach na newyorské burze odstartoval velkou hospodářskou krizi – celosvětovou ekonomickou depresi.
- Království SHS, Bosna a Hercegovina, Slovinsko bylo začleněno do Jugoslávie
- erupce Vesuvu
- ve Finsku bylo založeno polofašistické Hnutí Lapua
- podepsána Varšavská úmluva, tj. sjednocení některých pravidel o mezinárodní letecké přepravě a o odpovědnosti za škodu
- v SSSR byl zaveden pětidenní týden, který měl čtyři dny pracovní a jeden den volný, tyto týdny se točily systémem, který umožňoval nepřetržitý provoz podniků. Pracovalo se na dekády.

## Vědy a umění
- 16. listopad – Newyorská rozhlasová společnost WEAF vysílá Pucciniho Madame Butterfly, první operu vysílanou rádiem
- 20. listopadu
  - V Paříži otevřel Salvador Dalí svou první sólovou výstavu
  - Leo Reisman s orchestrem natočili Happy days are here again pro Victor Records. Ironie osudu tomu chtěla, že se tak stalo 3 týdny po krachu newyorské burzy, který uvrhl celý národ do Velké deprese
- září – dokončena dostavba Katedrály svatého Víta
- zahájení pravidelného vysílání mechanické televize (30 řádků) na vlnách BBC, vysílalo se ve všední dny, od 23.00 do 23.30
- zanikla Literární skupina
- V. K. Zworykin sestrojil první ikonoskop.
- Astronom Edwin Powell Hubble pomocí Dopplerova jevu objevil, že se galaxie ve vesmíru vzájemně vzdalují – vesmír se rozpíná.

## Nobelova cena
- Nobelova cena za fyziku – Louis de Broglie za objevy vlnové povahy elektronů
- Nobelova cena za fyziologii a lékařství – Christiaan Eijkman za objev vitaminu, který stimuluje růst, a Frederick Hopkins za objev antineuritického vitaminu B
- Nobelova cena za chemii – Arthur Harden a Hans von Euler-Chelpin za výzkum v oblasti kvašení cukru a kvasných enzymů
- Nobelova cena za literaturu – Thomas Mann
- Nobelova cena za mír – nebyla udělena

## Narození

### Česko

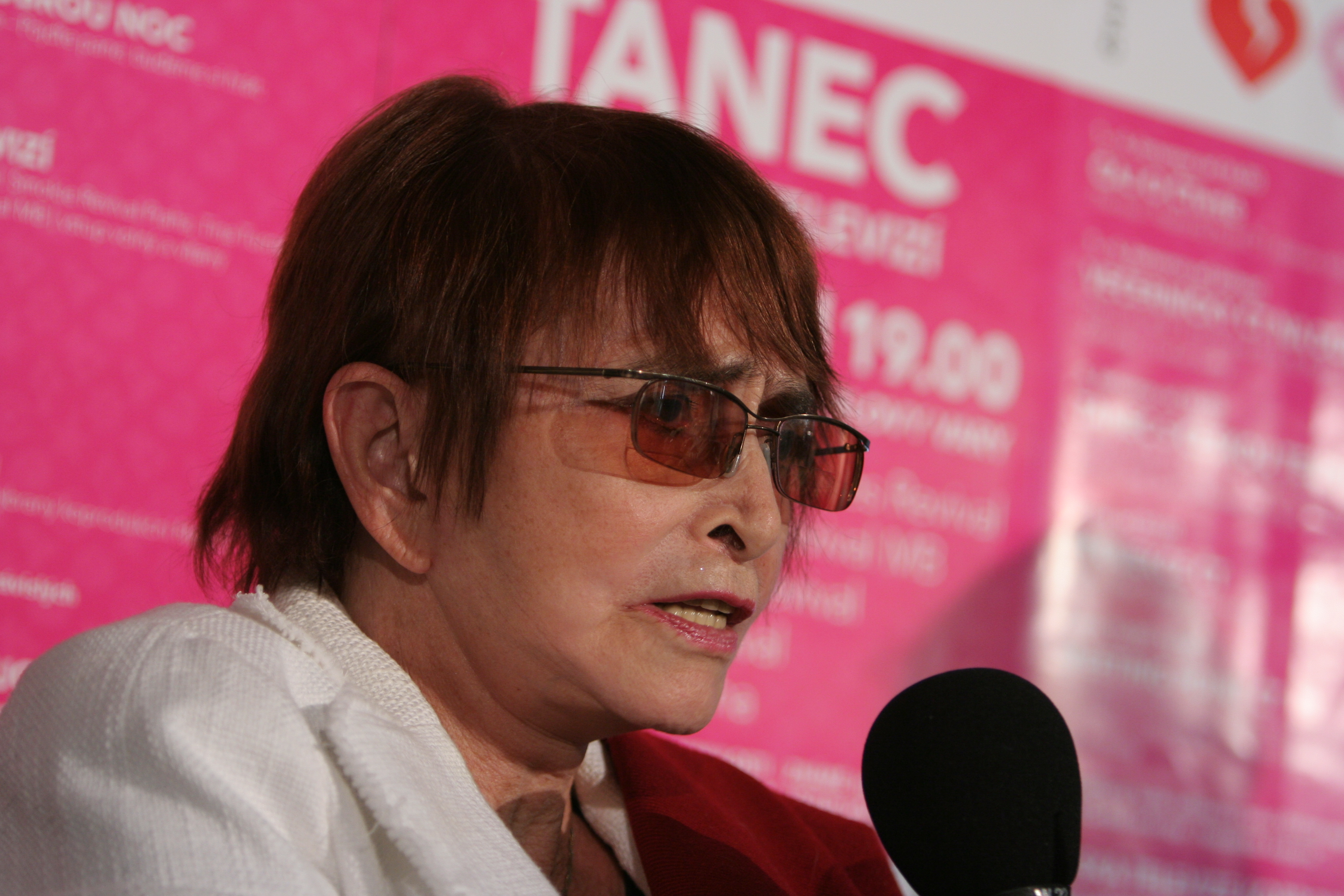
Věra Chytilová (* 2. února)

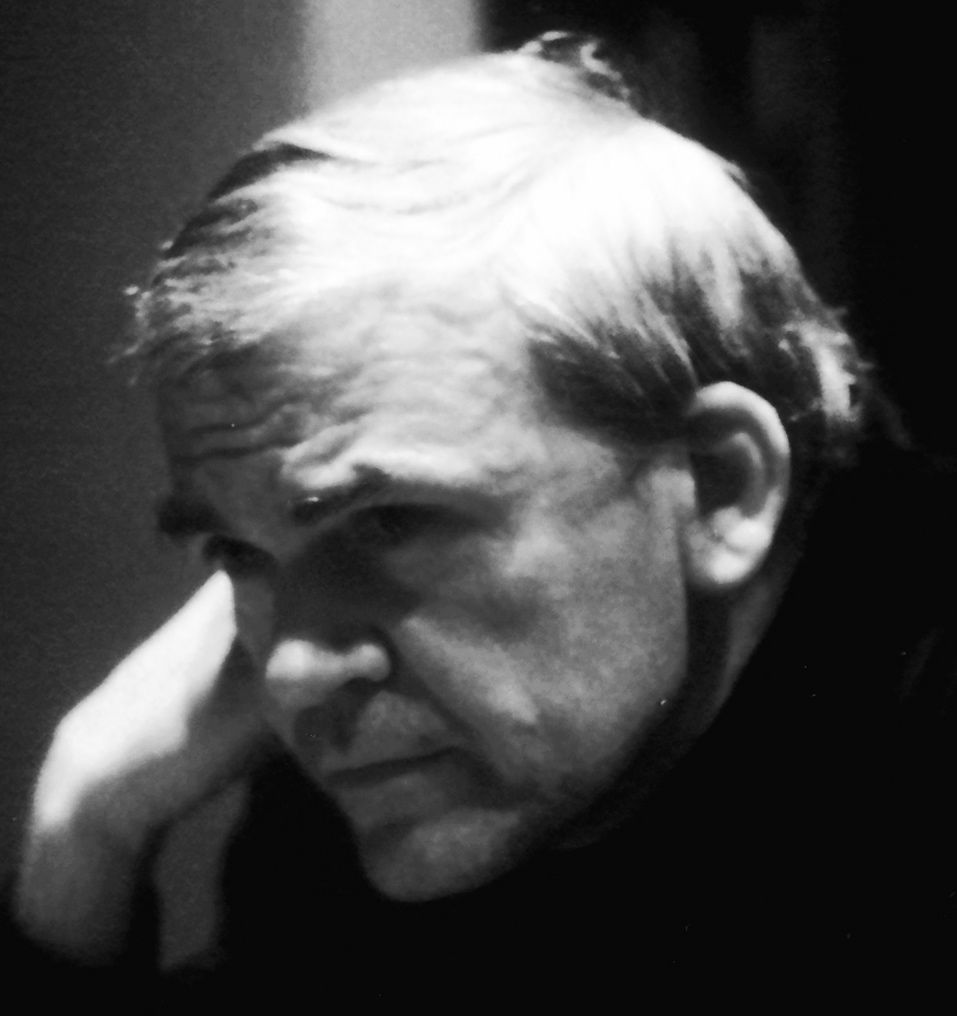
Milan Kundera (* 1. dubna)

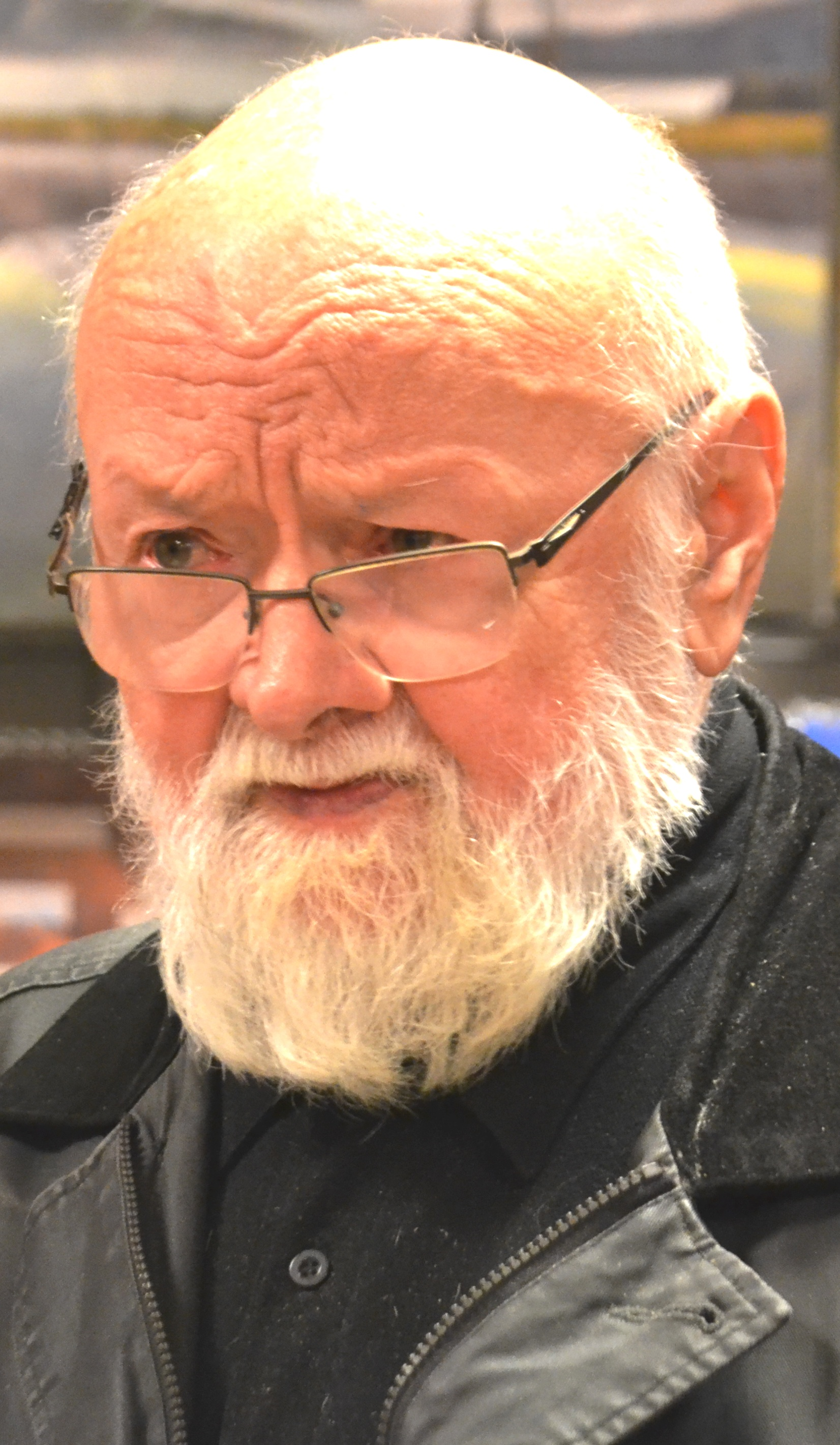
Ivan Vyskočil (* 27. dubna)

- 4. ledna – Karel Jech, historik a novinář († 6. února 2012)
- 6. ledna
  - Jan Jeník, botanik († 13. února 2022)
  - Milada Misárková, překladatelka († 13. listopadu 2015)
- 9. ledna – Darek Vostřel, herec († 4. listopadu 1992)
- 10. ledna – Zdeněk Ornest, herec († 4. listopadu 1990)
- 14. ledna – Václav Špičák, Rytíř českého lékařského stavu († 11. září 2019)
- 17. ledna – Josef Duchoň, akademický malíř, ilustrátor, grafik a typograf († 30. dubna 2016)
- 19. ledna – Josef Bieberle, historik († 12. ledna 2018)
- 22. ledna – Petr Eben, hudební skladatel († 24. října 2007)
- 23. ledna – Jan Hertl, československý fotbalový reprezentant († 14. května 1996)
- 26. ledna
  - Zdeněk Srna, divadelní vědec, kritik, historik († 11. září 2005)
  - Karel Lešanovský, skautský historik a publicista († 25. dubna 2013)
  - Jaroslav Kábrt, malíř, keramik a umělecký sklář († 16. ledna 1991)
- 27. ledna – Zdeněk Ceplecha, astronom († 4. prosince 2009)
- 30. ledna – Alexandr Kliment, spisovatel († 22. března 2017)
- 31. ledna – Valerián Karoušek, sochař a horolezec († 31. května 1970)
- 2. února
  - Jan Gross, herec († 15. dubna 1994)
  - Věra Chytilová, filmová režisérka a pedagožka († 12. března 2014)
- 4. února
  - Jan Procházka, politik, spisovatel a scenárista († 20. února 1971)
  - Josef Starkl, rakouský zahradník působící v Čechách († 13. července 2005)
- 6. února – Zdeněk Češka, právník, rektor Univerzity Karlovy († 14. ledna 2023)
- 8. února – Vlastimil Bedrna, herec († 6. března 2018)
- 9. února
  - Stanislav Titzl, hudební publicista a jazzový hudebník († 15. srpna 1990)
  - Zoe Hauptová, lingvistka, lexikografka, publicistka, překladatelka a vysokoškolská pedagožka († 23. ledna 2012)
- 10. února – František Nepil, spisovatel († 8. září 1995)
- 13. února – Hana Vrbová, spisovatelka, redaktorka a překladatelka († 20. května 1995)
- 17. února – Karel Sodomka, hudební skladatel, dirigent a sbormistr († ? 1988)
- 18. února – Jiří Hanibal, spisovatel, scenárista a režisér († 22. srpna 2024)
- 19. února – Hana Bobková, sportovní gymnastka, bronz na OH 1952 († ? 2017)
- 21. února – Václav Hudeček, divadelní režisér († 3. prosince 1991)
- 26. února – Zdeněk Jičínský, právník a politik († 9. dubna 2020)
- 1. března – Dagmar Pistorová, herečka († 6. září 1989)
- 8. března – Eduard Saul, ministr hutnictví a těžkého průmyslu Československa († 15. prosince 2012)
- 11. března – Zdeněk Horský, astronom a historik († 8. května 1988)
- 18. března – Ctirad Kohoutek, hudební skladatel, vědec a pedagog († 19. září 2011)
- 19. března – Jan Burian, filolog a historik († 6. května 2011)
- 23. března – Bohumír Roedl, historik a iberoamerikanista († 4. září 2020)
- 24. března – Pavel Trenský, teatrolog, filolog a pedagog českého původu († 10. března 2013)
- 26. března – Josef Boháč, hudební skladatel († 31. října 2006)
- 30. března – Věroslav Mertl, spisovatel († 20. května 2013)
- 31. března – Přemysl Frič, lékař, gastroenterolog († 25. března 2024)
- 1. dubna – Milan Kundera, česko-francouzský spisovatel († 11. července 2023)
- 2. dubna – Vladimír Novák, voják a spisovatel
- 3. dubna – Ladislav Simon, klavírista, skladatel, dirigent a pedagog († 19. května 2011)
- 6. dubna
  - Jasan Burin, česko-americký architekt, urbanista, kreslíř († 2017)
  - Jiří Tichý, lékař, profesor neurologie († 2016)
- 7. dubna – Jiří Bělka, televizní režisér († 19. září 1989)
- 10. dubna – Miroslav Ivanov, spisovatel a publicista († 23. prosince 1999)
  - Libuše Šilhánová, novinářka a socioložka († 10. října 2016)
- 12. dubna – Jaroslav Papoušek, malíř, sochař, scenárista a režisér († 17. srpna 1995)
- 14. dubna
  - Jiří Jíra, ministr dopravy a spojů
  - Vladimír Kubáč, profesor a děkan Husitské teologické fakulty Univerzity Karlovy († 24. listopadu 1993)
- 17. dubna – Rudolf Chorý, sochař († 10. října 2007)
- 18. dubna – Marie Tomášová, herečka († 25. května 2025)
- 19. dubna – Jiří Hledík, československý fotbalový reprezentant († 25. dubna 2015)
- 21. dubna
  - Václav Cigler, sochař, architekt a pedagog
  - Judita Čeřovská, zpěvačka († 9. října 2001)
- 23. dubna – Vladimír Klokočka, ústavní soudce a chartista († 19. října 2009)
- 24. dubna
  - Jiří Hlušička, historik umění († 31. října 2024)
  - Jiří Prádler, sochař († 30. června 1993)
- 27. dubna
  - Jaroslav Hubáček, jazykovědec, bohemista a vysokoškolský pedagog († 28. ledna 2020)
  - Ivan Vyskočil, spisovatel, dramatik, herec a režisér († 28. dubna 2023)
- 29. dubna – Václav Kučera, muzikolog, hudební skladatel a pedagog († 22. dubna 2017)
- 30. dubna – Zdeněk Brdlík, malíř, ilustrátor a grafik († 16. října 1983)
- 7. května – Jiří Pechar, estetik, filozof, literární teoretik a překladatel († 22. srpna 2022)
- 10. května – Richard Salzmann, politik, právník a finančník († 2. října 2023)
- 12. května – Otokar Hořínek, sportovní střelec, olympionik († 8. června 2015)
- 15. května – Jan Trefulka, spisovatel († 22. listopadu 2012)
- 20. května – Vladimír Bartoš, lékař, odborník na léčbu nemocí slinivky břišní († 9. února 2013)
- 22. května
  - Jaroslav Dietl, scenárista, dramatik a dramaturg († 29. června 1985)
  - Jaromír Obzina, ministr vnitra vlád Československa za normalizace († 28. ledna 2003)
- 23. května
  - Ervín Hrych, literární vědec a spisovatel († 25. února 2016)
  - Dagmar Šimková, politická vězeňkyně komunistického režimu, spisovatelka († 24. února 1995)
  - Vladimír Preclík, sochař, malíř, řezbář a spisovatel († 3. dubna 2008)
- 27. května – Zdeněk Fišer, pedagog, katolický spisovatel, překladatel a filozof († 2. července 2010)
- 1. června – Pavel Háša, scenárista a režisér († 5. srpna 2009)
- 3. června – Jaroslav Kašpar, historik († 8. září 2014)
- 6. června – Svatopluk Káš, lékař-neurolog a spisovatel († 30. května 2014)
- 12. června
  - Jan Čáka, výtvarník a spisovatel († 2. září 2014)
  - Miloš Kaláb, kanadský chemik českého původu
  - Josef Machek, statistik († 24. října 2006)
- 13. června – Ladislav Menzel, filozof († 11. července 1978)
- 17. června – Jan Novotný, sklářský výtvarník a malíř († 23. ledna 2005)
- 20. června – Alena Šrámková, architektka († 10. března 2022)
- 26. června – Karel Vašák, ředitel Mezinárodního ústavu pro lidská práva († 1. května 2015)
- 27. června
  - Ljuba Klosová, divadelní historička († 24. října 2023)
  - Jarmila Šuláková, moravská folklórní zpěvačka († 11. února 2017)
- 29. června – Bedřich Loewenstein, historik († 11. května 2017)
- 30. června – Ivana Pleinerová, archeoložka († 25. srpna 2022)
- 5. července
  - Jiří Reynek, překladatel a grafik († 15. října 2014)
  - Jan Kozák, československý basketbalista a trenér († 3. října 2016)
- 7. července – Aleš Kalivoda, ostravský malíř
- 10. července
  - Josef Špak, biskup-patriarcha Církve československé husitské († 12. září 2016)
  - Jaroslav Plichta, psycholog, speciální pedagog a dramaturg († 25. července 2002)
- 12. července
  - Dita Krausová, učitelka, přeživší holocaustu
  - Hanuš Hachenburg, básník terezínského ghetta († 10. července 1944)
- 13. července
  - Josef Válka, historik († 13. května 2017)
  - Jan Baleka, teoretik a historik výtvarného umění († 3. dubna 2023)
- 14. července – Rudolf Rohlíček, ministr financí Československa († 24. června 2009)
- 17. července – Vlastislav Toman, novinář a spisovatel († 11. května 2022)
- 18. července – Bohumil Baďura, historik a iberoamerikanista († 21. září 2014)
- 23. července – Helena Adamírová, československá basketbalová reprezentantka († 2003)
- 26. července – Jan Evangelista Jirásek, lékař, profesor histologie a embryologie († 16. prosince 2019)
- 27. července – Dagmar Špryslová, členka baletu Národního divadla v Praze († 12. října 2014)
- 28. července
  - Jehuda Bacon, izraelský malíř českého původu
  - Josef Veselý, kněz, básník, novinář, spisovatel a politický vězeň († 5. února 2010)
- 30. července – Jaroslav Čermák, příslušník francouzského protinacistického odboje, oběť komunismu († 10. března 2011)
- 4. srpna – Jaroslav Jakubíček, hudební skladatel a dramaturg († 29. prosince 2000)
- 8. srpna – Josef Suk mladší, houslista († 7. července 2011)
- 10. srpna – Květuše Sgallová, literární historička a bohemistka
- 14. srpna – Boleslav Bárta, psycholog a politik († 31. května 1991)
- 16. srpna – Bořivoj Dostál, archeolog († 18. srpna 1994)
- 19. srpna – Otakar Diblík, designér († 12. února 1999)
- 21. srpna – Jiří Bielecki, výtvarník († 10. března 2000)
- 24. srpna – Bohumil Svatoš, horolezec († 7. června 2019)
- 25. srpna – Antonín Šůra, herec († 30. listopadu 1969)
- 27. srpna – Jiří Hubač, dramatik a scenárista († 27. září 2011)
- 1. září
  - Milan Jankovič, literární vědec († 5. ledna 2019)
  - Josef Koláček, duchovní, teolog, překladatel a spisovatel († 10. září 2019)
- 3. září
  - Ludvík Ráža, režisér a scenárista († 4. října 2000)
  - Vladimír Čermák, právník, filozof, politolog a humanista († 21. července 2004)
- 5. září
  - Zdeněk Chotěnovský, malíř, ilustrátor, grafik a scénograf († 10. února 1993)
  - Jaromír Císař, ministr pro místní rozvoj ČR († 13. března 2020)
- 14. září – Jaroslav V. Polc, kněz a církevní historik († 15. ledna 2004)
- 16. září – Arnošt Pazdera, československý fotbalový reprezentant († 27. října 2021)
- 18. září – Jaroslav Kolár, literární historik († 12. února 2013)
- 23. září – Václav Štekl, herec-komik a konferenciér († 5. února 1994)
- 27. září – Daniela Benešová-Hahnová, malířka a ilustrátorka, členka SČGU Hollar
- 29. září – Karel Duba, kytarista, hudební skladatel a kapelník († 21. srpna 1968)
- 8. října – Alois Joneš, spisovatel, novinář a ekonom
- 9. října – Vladimír Menšík, herec († 29. května 1988)
- 11. října
  - Josef Jíra, malíř, grafik a ilustrátor († 15. června 2005)
  - Luděk Hulan, jazzový kontrabasista († 22. února 1979)
- 14. října – Pavel Kohn, spisovatel († 18. června 2017)
- 15. října – Alena Kreuzmannová, herečka († 12. dubna 1993)
- 18. října – Svatopluk Matyáš, herec († 10. července 2020)
- 19. října – Dagmar Burešová, ministryně spravedlnosti († 30. června 2018)
- 24. října – Zdeněk Dvořáček, malíř a grafik († 16. ledna 1988)
- 25. října – Zdeněk Hába, ekonom a politik
- 28. října – Jiří Brabec, literární kritik a historik
- 29. října – Evžen Plocek, dělník, který se upálil na protest proti okupaci Československa († 9. dubna 1969)
- 4. listopadu – Miloš Pohorský, literární kritik a historik († 11. května 2013)
- 5. listopadu – Petr Helbich, lékař a fotograf
- 10. listopadu
  - Helga Hošková-Weissová, malířka
  - Karel Juliš, vysokoškolský pedagog, ministr československých vlád († 22. července 2019)
- 12. listopadu – Jaroslav Šedivý, historik, politik a diplomat († 27. ledna 2023)
- 13. listopadu – Stanislav Bacílek, československý hokejový reprezentant († 26. března 1997)
- 15. listopadu – Jiří Likeš, statistik († 25. listopadu 1994)
- 16. listopadu – Ladislav Jásek, houslista († 2023)
- 22. listopadu – Milan Kopřiva, typograf († 9. ledna 1997)
- 27. listopadu – Vlasta Prachatická, sochařka († 27. dubna 2022)
- 28. listopadu – Emanuel Komínek, geolog († 29. května 1993)
- 30. listopadu – Nataša Tanská, spisovatelka, novinářka, scenáristka a herečka († 17. července 2014)
- 1. prosince – Antonín Hinšt, fotograf († 23. února 2013)
- 6. prosince – Miroslav Ulmann, urbanista a malíř († 1. listopadu 2009)
- 8. prosince – Božena Kuklová-Jíšová, spisovatelka, básnířka a politická vězeňkyně († 13. března 2014)
- 13. prosince – Miroslav Grégr, ministr průmyslu a obchodu ČR
- 14. prosince – Jindřich Nečas, matematik († 5. prosince 2002)
- 17. prosince – Jan Šplíchal, fotograf († 14. března 2019)
- 23. prosince – Walter Schamschula, německý slavista, literární historik a překladatel († 13. února 2024)
- 26. prosince – Ivo Niederle, herec († 8. ledna 2021)

### Svět
- 1. ledna

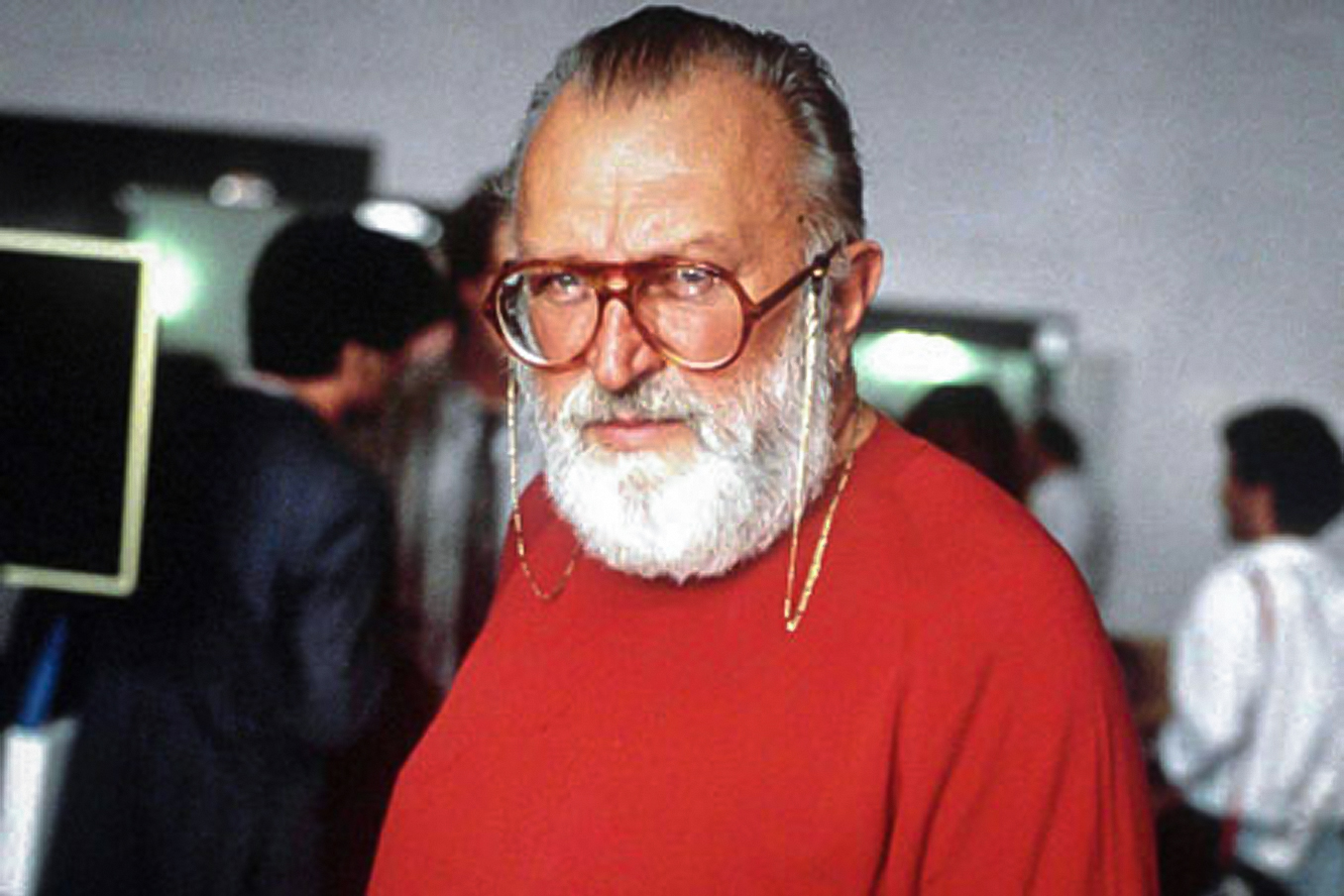
Sergio Leone (* 3. ledna)

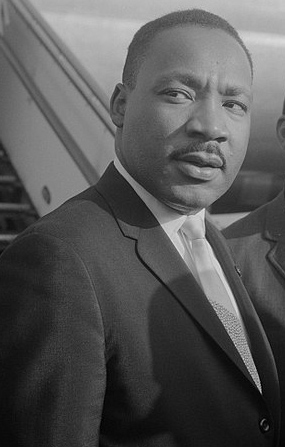
Martin Luther King (* 15. ledna)

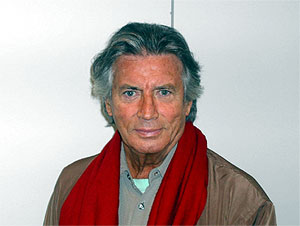
Pierre Brice (* 6. února)

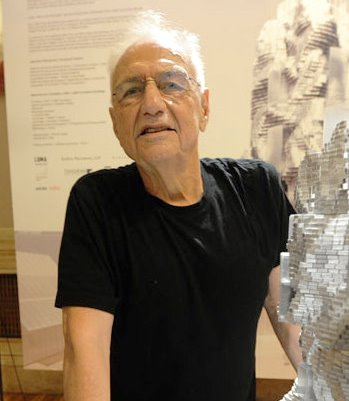
Frank Gehry (* 28. února)

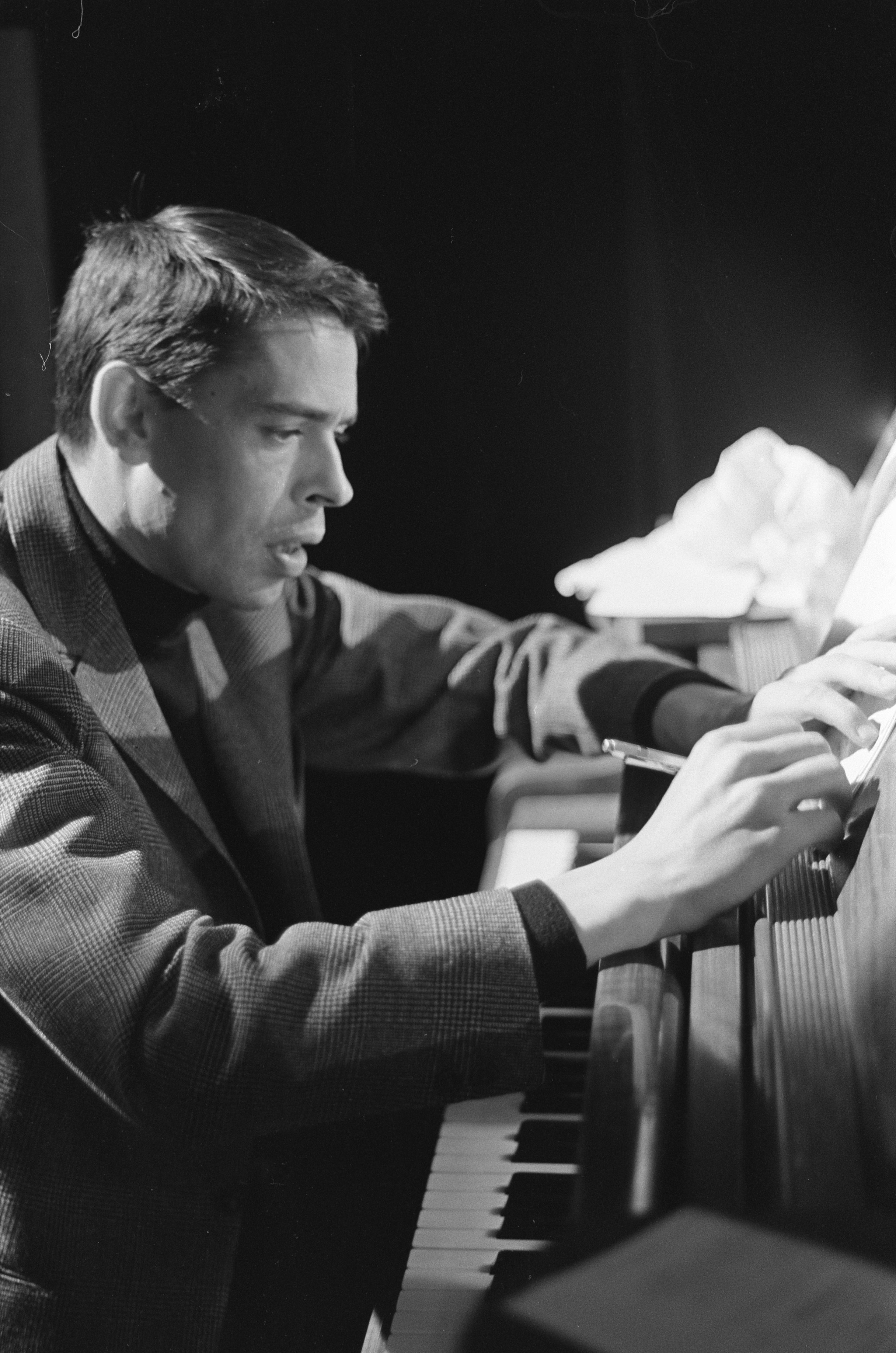
Jacques Brel (* 8. dubna)

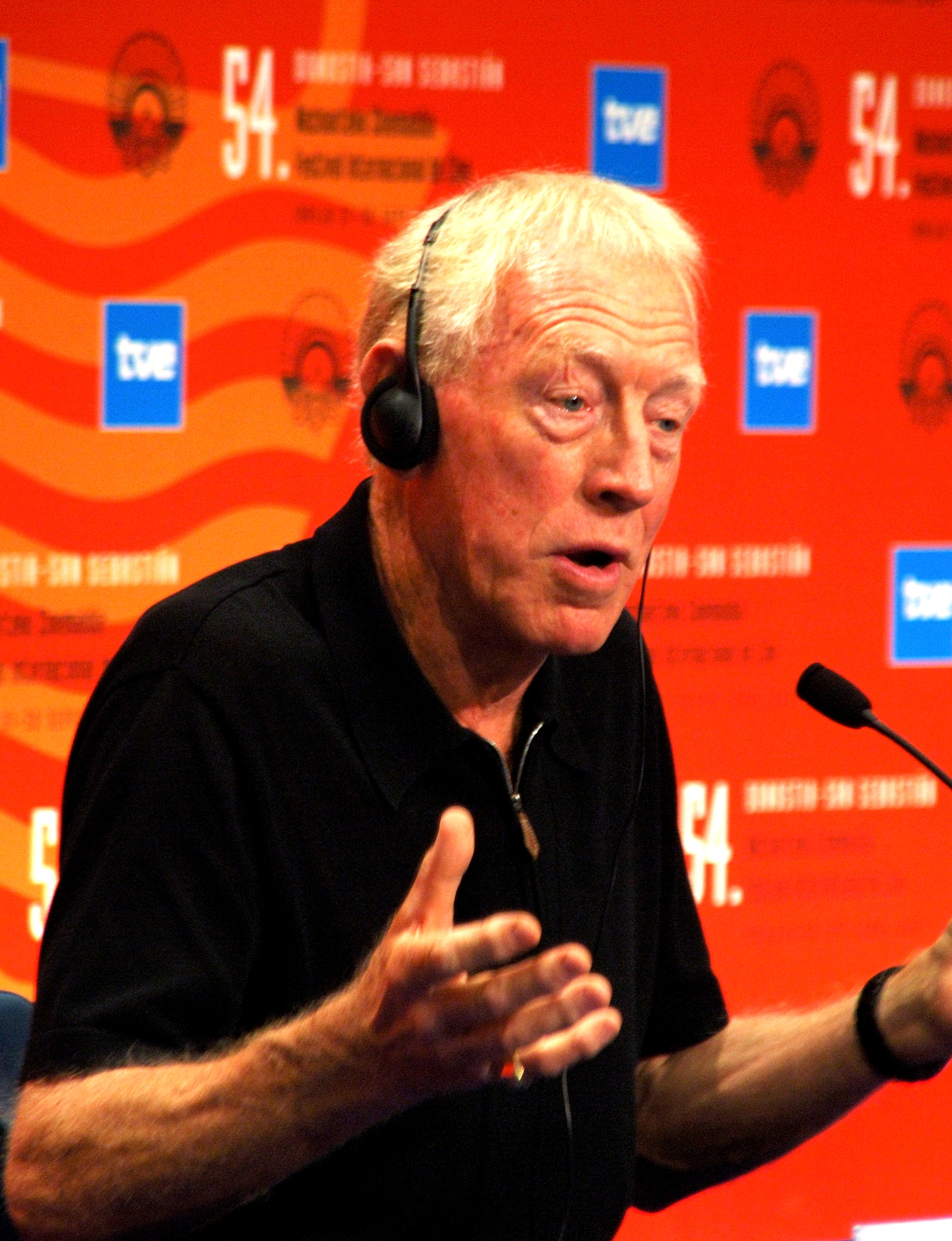
Max von Sydow (* 10. dubna)

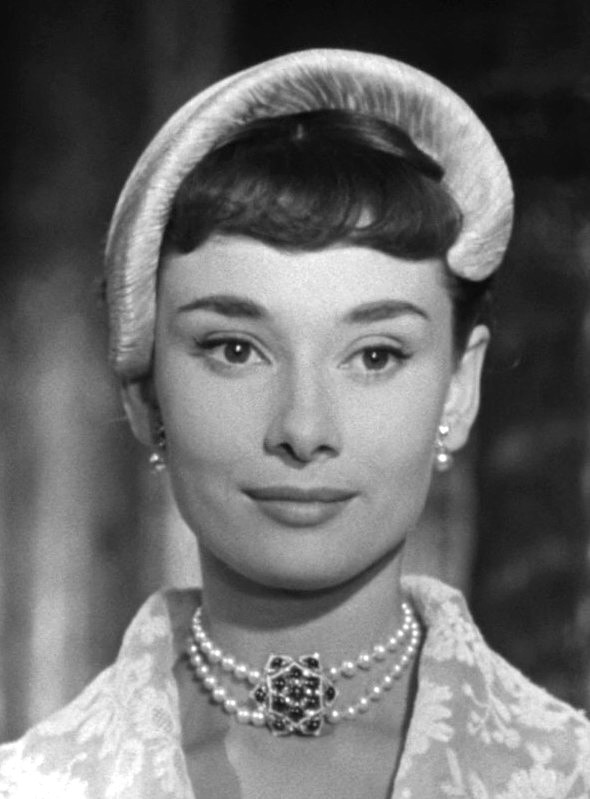
Audrey Hepburnová (* 4. května)

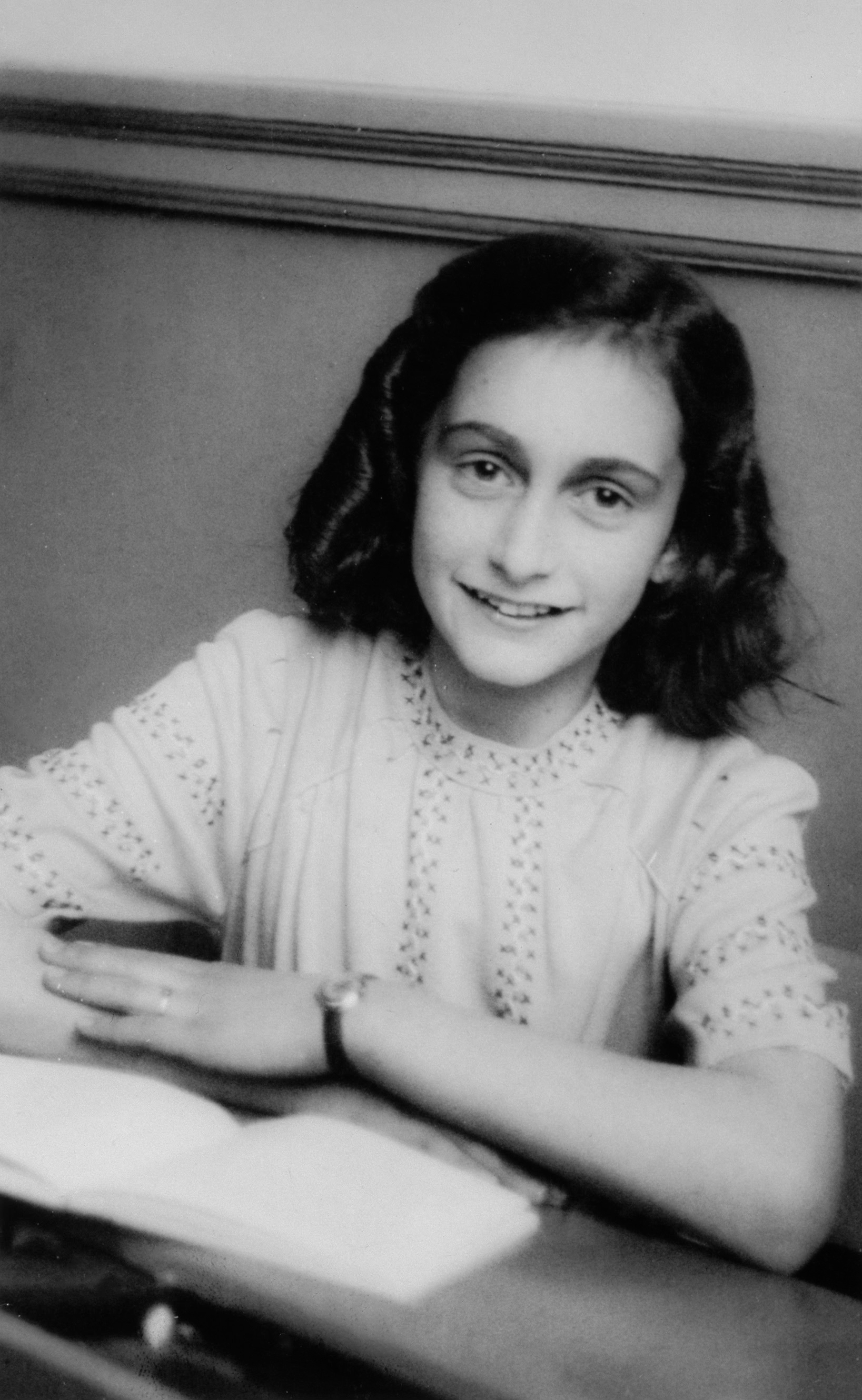
Anne Franková (* 12. června)

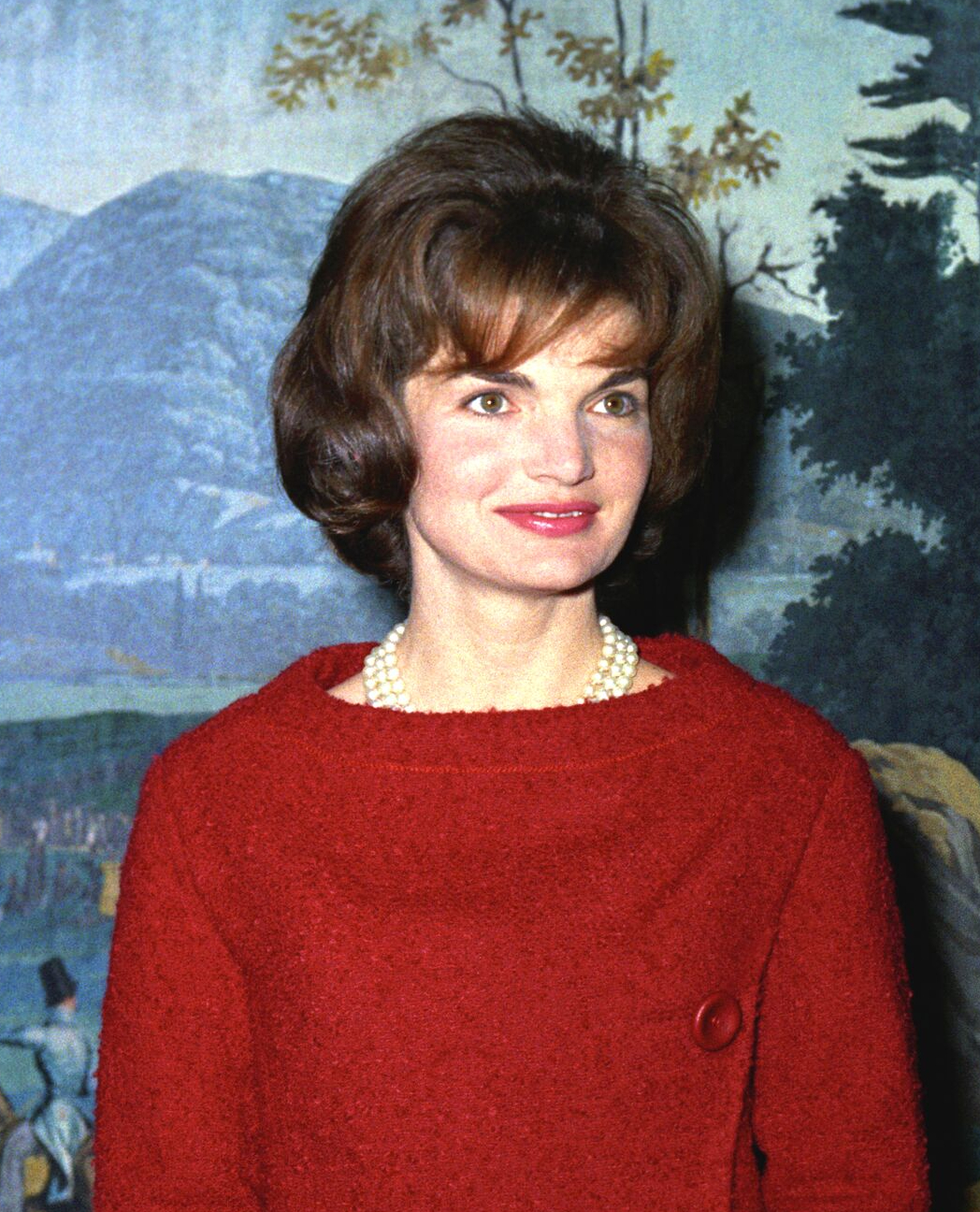
Jacqueline Kennedyová Onassisová (* 28. července)

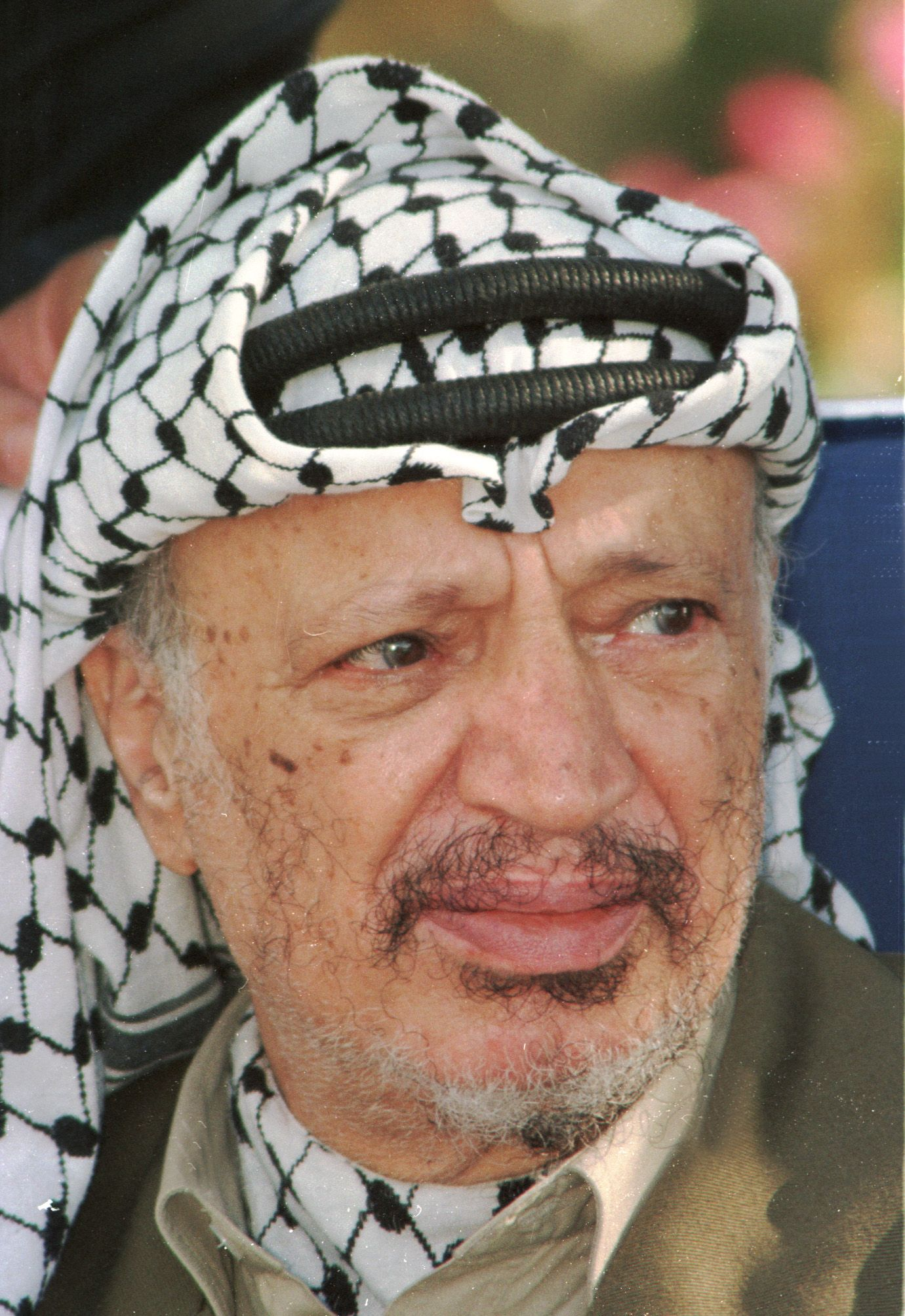
Jásir Arafat (* 24. srpna)

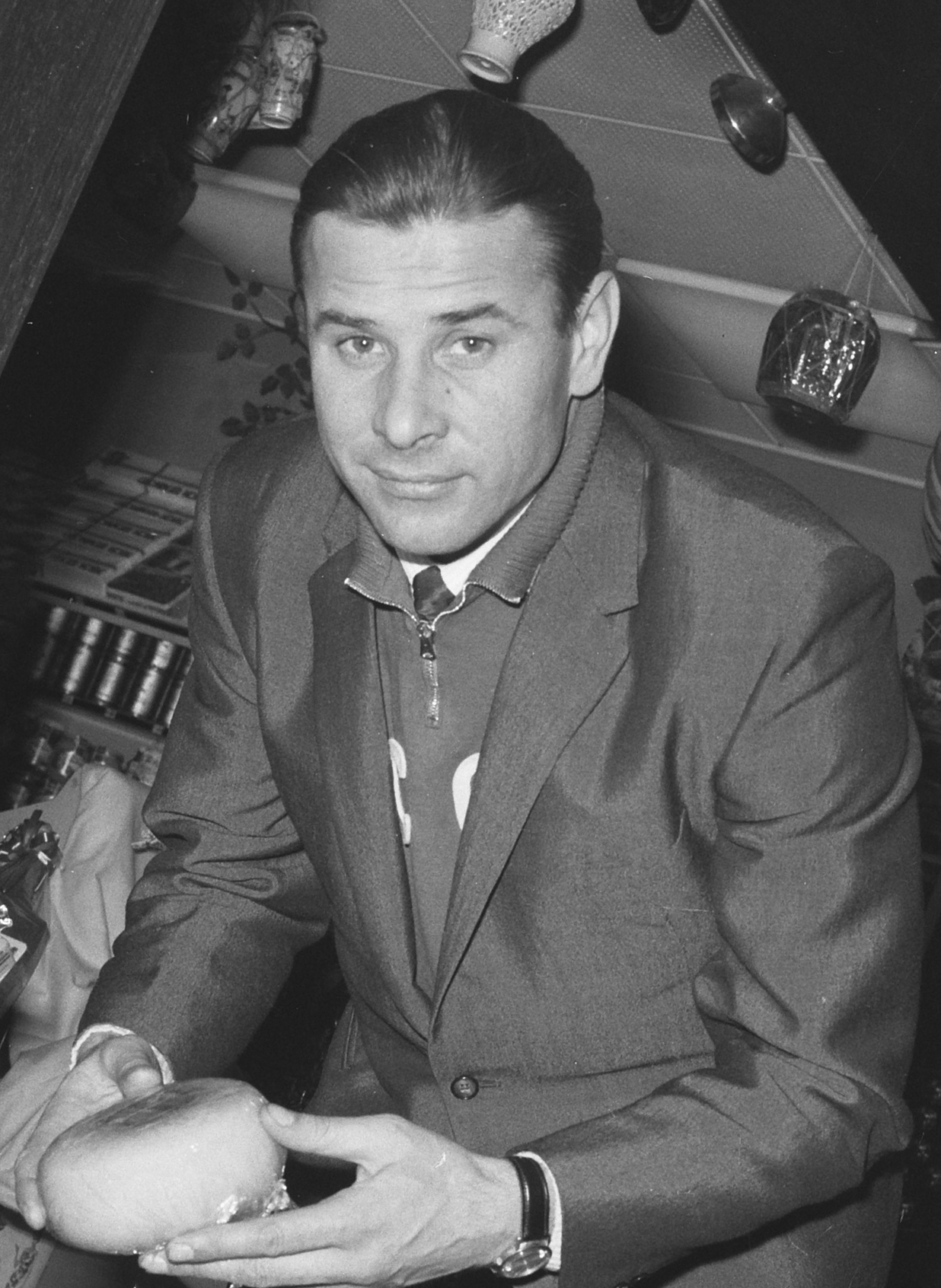
Lev Jašin (* 22. října)

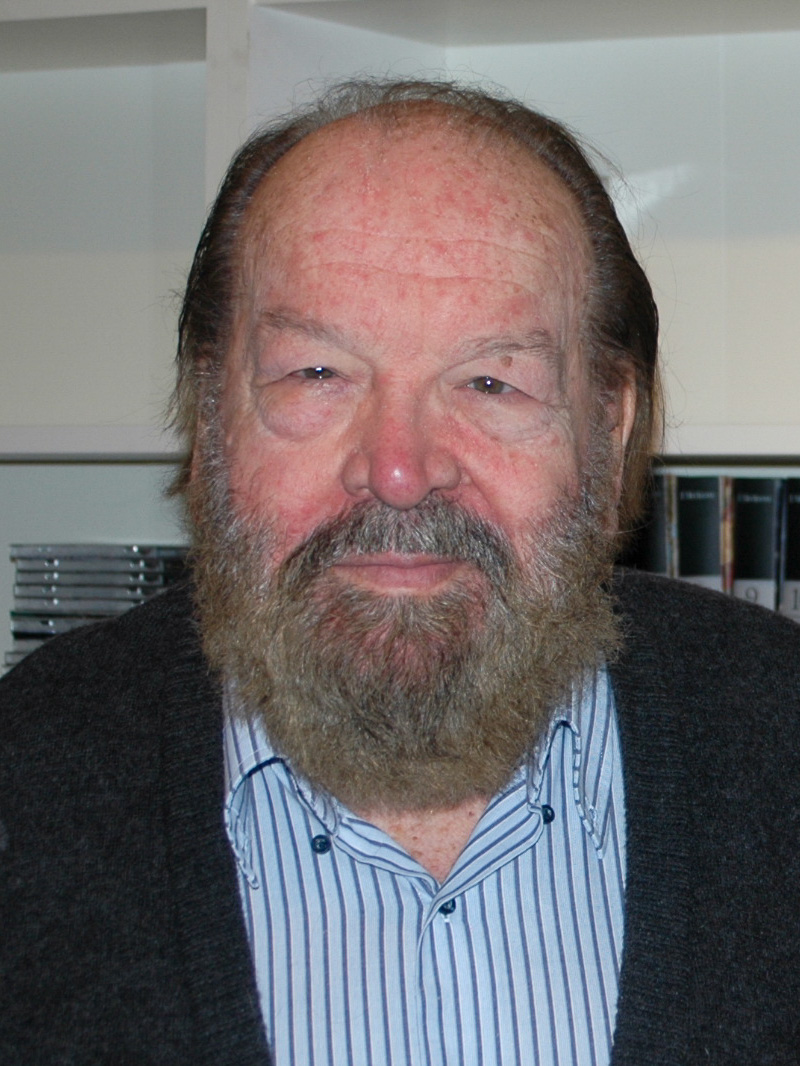
Bud Spencer (* 31. října)

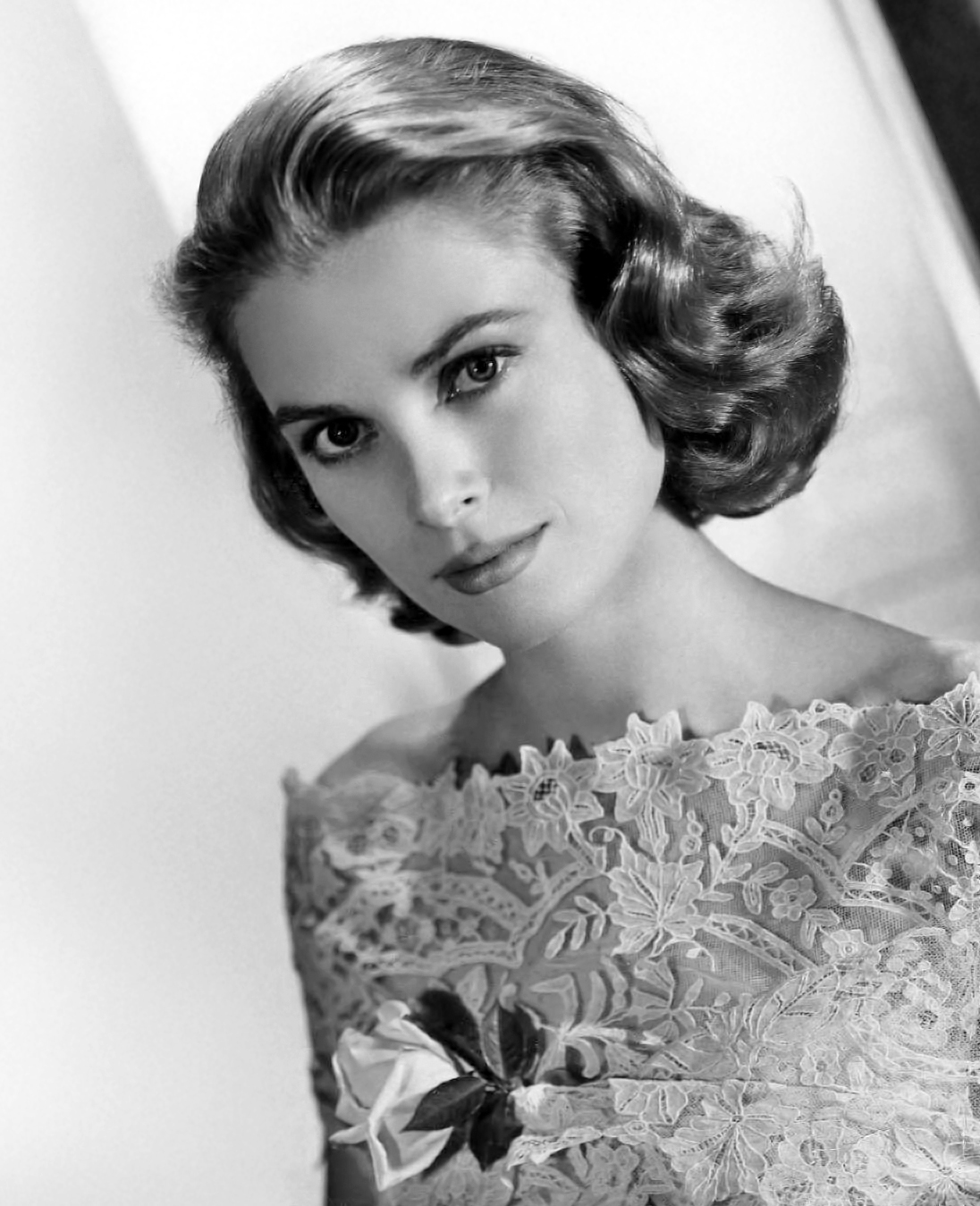
Grace Kellyová (* 12. listopadu)

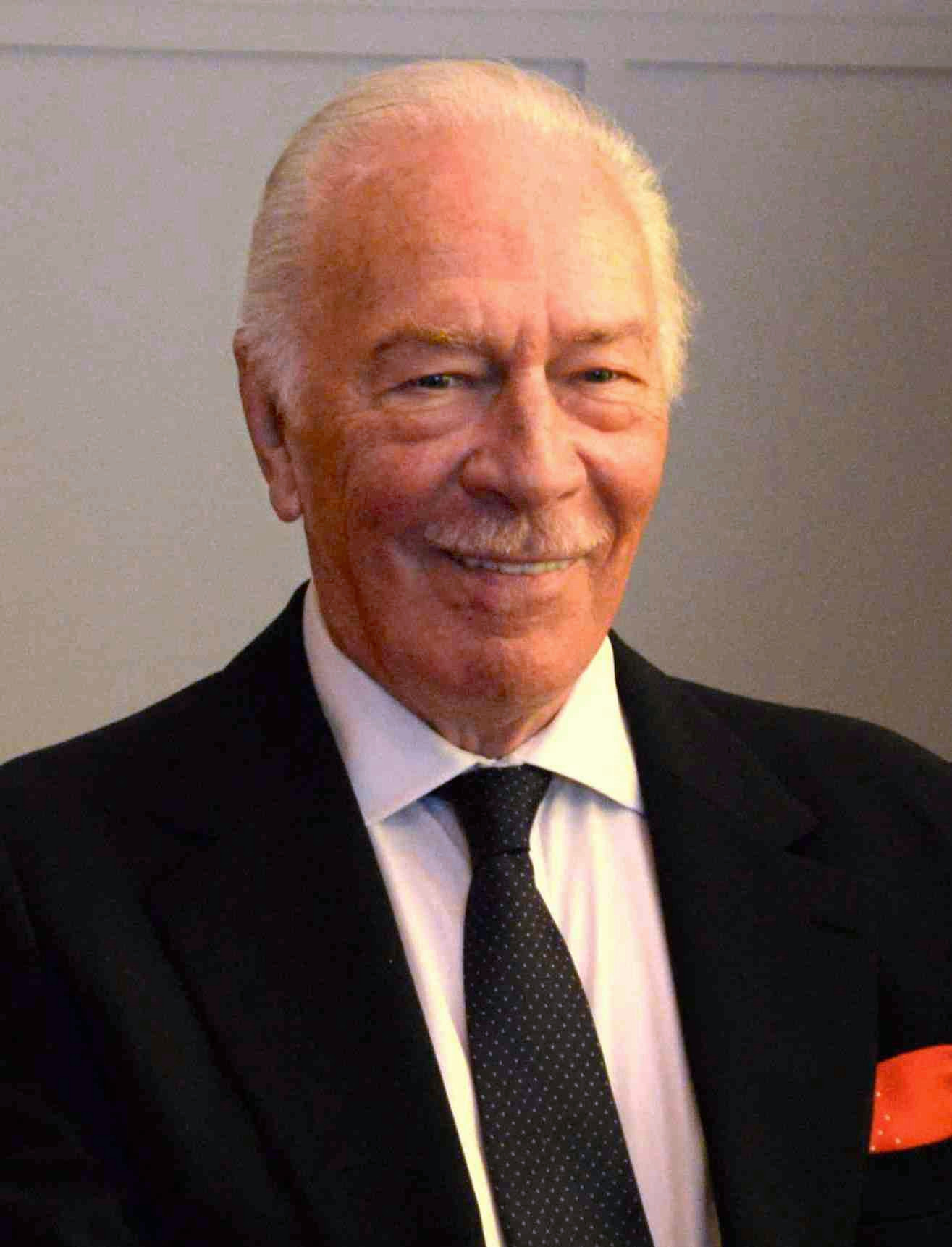
Christopher Plummer (* 13. prosince)

  - Zbigniew Nienacki, polský spisovatel a novinář († 23. září 1994)
  - Robert Büchler, slovensko-izraelský historik († 14. srpna 2009)
- 3. ledna – Sergio Leone, italský filmový režisér a scenárista († 30. dubna 1989)
- 4. ledna
  - Al Dreares, americký jazzový bubeník
  - Amitai Etzioni, izraelsko-americký sociolog († 31. května 2023)
- 5. ledna – Walter Brandmüller, německý kardinál
- 7. ledna
  - Vid Pečjak, slovinský spisovatel a psycholog († 27. února 2016)
  - Ken Henry, americký rychlobruslař, olympijský vítěz († 1. března 2009)
- 11. ledna – Rafa'el Ejtan, izraelský generál, ministr zemědělství († 23. listopadu 2004)
- 12. ledna
  - Jaakko Hintikka, finský filozof († 12. srpna 2015)
  - Alasdair MacIntyre, skotský a americký morální a politický filozof († 21. května 2025)
- 13. ledna – Joe Pass, americký jazzový kytarista († 23. května 1994)
- 15. ledna
  - Martin Luther King, vůdce afroamerického hnutí za občanská práva († 4. dubna 1968)
  - Earl Hooker, americký bluesový kytarista a zpěvák († 21. dubna 1970)
- 17. ledna
  - Jacques Plante, kanadský profesionální hokejový brankář († 27. února 1986)
  - Antonio Ignacio Velasco García, arcibiskup Caracasu, kardinál († 6. července 2002)
- 20. ledna – Jimmy Cobb, americký jazzový bubeník († 24. května 2020)
- 23. ledna – John Charles Polanyi, kanadský chemik, nositel Nobelovy ceny
- 25. ledna
  - Benny Golson, americký saxofonista a skladatel († 21. září 2024)
  - Michael Michai Kitbunchu, thajský kardinál
- 28. ledna
  - Claes Oldenburg, švédsko-americký sochař († 18. července 2022)
  - Acker Bilk, britský jazzový klarinetista († 2. listopadu 2014)
- 29. ledna – Ed Shaughnessy, americký jazzový bubeník († 24. května 2013)
- 30. ledna – Isamu Akasaki, japonský fyzik, nositel Nobelovy ceny († 1. dubna 2021)
- 31. ledna
  - Jean Simmonsová, britská herečka († 22. ledna 2010)
  - Rudolf Ludwig Mössbauer, německý fyzik, nositel Nobelovy ceny († 14. září 2011)
- 3. února – Camilo Torres Restrepo, kolumbijský katolický kněz († 15. února 1966)
- 5. února
  - Hal Blaine, americký bubeník († 11. března 2019)
  - Fred Sinowatz, kancléř Rakouska († 11. srpna 2008)
- 6. února – Pierre Brice, francouzský herec a zpěvák († 6. června 2015)
- 8. února
  - Claude Rich, francouzský herec († 20. července 2017)
  - Christian Marin, francouzský herec († 5. září 2012)
- 10. února
  - Jerry Goldsmith, americký hudební skladatel a dirigent († 21. července 2004)
  - Bertrand Poirot-Delpech, francouzský spisovatel a novinář († 14. listopadu 2006)
- 11. února – Albert Azarjan, sovětský sportovní gymnasta, olympijský vítěz († 5. září 2023)
- 14. února – Wyn Morris, velšský dirigent († 23. února 2010)
- 15. února – Graham Hill, britský pilot Formule 1 († 29. listopadu 1975)
- 17. února
  - Alejandro Jodorowsky, francouzský filmař, herec, filozof a spisovatel
  - Chaim Potok, americký spisovatel a rabín († 23. července 2002)
- 23. února – Alexij II., patriarcha moskevský a celé Rusi, hlava Ruské pravoslavné církve († 5. prosince 2008)
- 24. února
  - Zdzisław Beksiński, polský malíř († 21. února 2005)
  - André Gunder Frank, americký sociolog, ekonom a historik († 13. dubna 2005)
- 25. února – Jerome Kagan, americký psycholog († 10. května 2021)
- 27. února – Djalma Santos, brazilský fotbalista († 23. července 2013)
- 28. února – Frank Gehry, kanadský architekt
- 1. března – Georgi Markov, bulharský spisovatel zavražděný bulharskou tajnou službou († 10. září 1978)
- 3. března – Mordechaj Elijahu, sefardský vrchní rabín Izraele († 7. června 2010)
- 4. března – Bernard Haitink, nizozemský dirigent († 21. října 2021)
- 6. března – Nicolas Bouvier, švýcarský cestovatel, spisovatel († 17. února 1998)
- 8. března – Hebe Camargová, brazilská herečka, televizní moderátorka a zpěvačka († 29. září 2012)
- 9. března – Marilyn Silverstone, americká fotožurnalistka a buddhistická mniška († 28. září 1999)
- 12. března – Ferdinand Klinda, slovenský varhaník
- 13. března – Jozef Režucha, slovenský filmový režisér, scenárista a herec († 15. července 1995)
- 17. března – Peter L. Berger, americký sociolog († 27. června 2017)
- 18. března – Christa Wolfová, německá spisovatelka († 1. prosince 2011)
- 20. března – Ilse Tielsch, rakouská spisovatelka († 21. února 2023)
- 22. března – Fred Anderson, americký jazzový saxofonista († 24. června 2010)
- 22. března – P. Ramlee, Malajský herec a zpěvák (* 29. května 1973)
- 23. března – Roger Bannister, britský atlet-mílař a neurolog († 3. března 2018)
- 25. března – Cecil Taylor, americký klavírista, skladatel a básník († 5. dubna 2018)
- 27. března – Sybil Christopher, velšská herečka († 9. března 2013)
- 29. března – Lennart Meri, spisovatel, režisér, estonský prezident († 14. března 2006)
- 30. března – Ilja Pjatěckij-Šapiro, rusko-izraelský matematik († 21. února 2009)
- 31. března
  - Jean Widmer, francouzský typograf
  - Hvezdoň Kočtúch, slovenský ekonom a politik († 20. února 1994)
- 3. dubna – Poul Schlüter, dánský premiér († 27. května 2021)
- 4. dubna
  - Buster Cooper, americký jazzový pozounista († 13. května 2016)
  - Rosalie Bertellová, kanadská vědecká pracovnice, spisovatelka a environmentální aktivistka († 14. června 2012)
- 5. dubna
  - Ivar Giaever, norský fyzik, nositel Nobelovy ceny
  - Nigel Hawthorne, britský herec († 26. prosince 2001)
  - Ondrej Malachovský, slovenský operní zpěvák († 3. dubna 2011)
- 6. dubna
  - André Previn, americký klavírista a dirigent († 28. února 2019)
  - Christos Sartzetakis, řecký prezident († 3. února 2022)
  - Art Taylor, americký jazzový bubeník († 6. února 1995)
- 8. dubna – Jacques Brel, belgický šansoniér († 9. října 1978)
- 10. dubna
  - Max von Sydow, švédský herec († 8. března 2020)
  - Mike Hawthorn, britský automobilový závodník († 22. ledna 1959)
- 14. dubna
  - William Thornton, americký astronaut († 11. ledna 2021)
  - Octav Pancu-Iași, rumunský spisovatel († 16. dubna 1975)
  - Šadlí Bendžedíd, alžírský prezident († 6. října 2012)
- 15. dubna – Maciej Kuczyński, polský spisovatel, reportér, architekt († 5. srpna 2019)
- 17. dubna – James Last, německý hudební skladatel a dirigent († 10. června 2015)
- 18. dubna
  - Martin Elkort, americký fotograf († 19. listopadu 2016)
  - Mario Francesco Pompedda, italský kardinál († 18. října 2006)
- 22. dubna – Michael Atiyah, britský matematik († 11. ledna 2019)
- 23. dubna – George Steiner, francouzsko-americký literární teoretik a spisovatel († 3. února 2020)
- 25. dubna
  - Yvette Williamsová, novozélandská olympijská vítězka ve skoku do dálky († 13. dubna 2019)
  - José Ángel Valente, španělský spisovatel († 18. července 2000)
- 27. dubna – Nina Ponomarjovová, sovětská olympijská vítězka v hodu diskem († 19. srpna 2016)
- 29. dubna
  - Peter Sculthorpe, australský hudební skladatel († 8. srpna 2014)
  - Maurice F. Strong, kanadský podnikatel, ropný magnát a politik († 27. listopadu 2015)
- 1. května
  - Stanisław Mikulski, polský herec († 27. listopadu 2014)
  - Ralf Dahrendorf, německo-britský sociolog, politolog, filozof a politik († 17. června 2009)
- 2. května
  - Édouard Balladur, francouzský premiér
  - Link Wray, americký kytarista a zpěvák († 5. listopadu 2005)
  - Nori Harel, hlavní inženýr letecké základny v Izraeli († 18. března 2013)
- 4. května
  - Johan Otto von Spreckelsen, dánský architekt († 16. března 1987)
  - Audrey Hepburnová, britská herečka († 20. ledna 1993)
  - Ronald Golias, brazilský herec a komik († 27. září 2005)
- 12. května
  - Ágnes Hellerová, maďarská filozofka a disidentka († 19. července 2019)
  - Sam Nujoma, prezident Namibie († 8. února 2025)
- 14. května – Gump Worsley, kanadský hokejový brankář († 26. ledna 2007)
- 15. května – Otar Pacacija, gruzínský premiér († 9. prosince 2021)
- 16. května
  - Katja Boh, slovinská socioložka, diplomat a politička († 8. srpna 2008)
  - Adrienne Richová, americká básnířka a feministická aktivistka († 27. března 2012)
- 29. května – Peter Higgs, britský teoretický fyzik († 8. dubna 2024)
- 31. května – Menachem Golan, izraelský režisér († 8. srpna 2014)
- 2. června – Gildo Mahones, americký jazzový klavírista († 27. dubna 2018)
- 3. června
  - Werner Arber, švýcarský mikrobiolog a genetik, nositel Nobelovy ceny
  - Jean Bouise, francouzský herec († 6. července 1989)
- 4. června – Karolos Papulias, řecký prezident († 26. prosince 2021)
- 7. června
  - Antonio Carbajal, mexický fotbalový brankář († 9. května 2023)
  - John Turner, kanadský premiér († 18. září 2020)
- 9. června – Johnny Ace, americký rhythm and bluesový zpěvák († 25. prosince 1954)
- 10. června
  - James McDivitt, americký vojenský letec a astronaut († 13. října 2022)
  - Edward Osborne Wilson, americký přírodovědec († 26. prosince 2021)
- 11. června – Lennie Niehaus, americký saxofonista a skladatel († 28. května 2020)
- 12. června
  - Ann Jellicoe, britská dramatička a herečka († 31. srpna 2017)
  - Anne Franková, německá dívka proslulá svým deníkem († ? 1945)
- 13. června – Ralph McQuarrie, americký konceptuální designér a ilustrátor, tvůrce filmových efektů († 3. března 2012)
- 17. června – Tigran Petrosjan, arménský šachista, mistr světa v šachu († 13. srpna 1984)
- 18. června – Jürgen Habermas, německý neomarxistický filozof
- 20. června – Paul Bernard, britský televizní režisér († 25. září 1997)
- 23. června – June Carter Cash, americká zpěvačka, textařka a herečka († 15. května 2003)
- 25. června – Francesco Marchisano, italský kardinál († 27. července 2014)
- 29. června – Oriana Fallaci, italská novinářka, spisovatelka a provokatérka († 15. září 2006)
- 4. července – Darío Castrillón Hoyos, kolumbijský kardinál († 18. května 2018)
- 9. července – Hasan II., marocký král († 23. července 1999)
- 13. července – Richard Vyškovský, český architekt († 1. srpna 2019)
- 18. července – Screamin' Jay Hawkins, afroamerický zpěvák a herec († 12. února 2000)
- 19. července
  - Emmanuel Le Roy Ladurie, francouzský historik († 22. listopadu 2023)
  - John Hejduk, americký architekt († 3. července 2000)
- 24. července – Peter Yates, britský scenárista, režisér a filmový producent († 9. ledna 2011)
- 25. července – Vasilij Šukšin, herec a filmový režisér ruské národnosti († 2. října 1974)
- 26. července – Charlie Persip, americký jazzový bubeník († 23. srpna 2020)
- 27. července – Jean Baudrillard, francouzský filozof, sociolog a fotograf († 6. března 2007)
- 28. července
  - Remco Campert, nizozemský spisovatel († 4. července 2022)
  - Jacqueline Kennedyová Onassisová, manželka amerického prezidenta Johna Fitzgeralda Kennedyho († 19. května 1994)
- 1. srpna – Hafizulláh Amín, afghánský prezident († 27. prosince 1979)
- 3. srpna – Zdzisław Krzyszkowiak, polský olympijský vítěz v běhu na 3000 metrů překážek († 24. března 2003)
- 5. srpna – Aravind Joshi, indický informatik († 31. prosince 2017)
- 8. srpna – Larisa Bogorazová, ruská lingvistka, disidentka († 6. dubna 2004)
- 12. srpna
  - Charles Moore, americký olympijský vítěz v běhu na 400 metrů překážek z roku 1952 († 7. října 2020)
  - Buck Owens, americký country zpěvák a skladatel († 25. března 2006)
- 15. srpna – Anna Walentynowiczová, polská odborářská aktivistka († 10. dubna 2010)
- 16. srpna
  - Janusz Bogdanowski, polský architekt a urbanista († 16. dubna 2003)
  - Bill Evans, americký jazzový pianista († 15. října 1980)
- 17. srpna – Francis Gary Powers, americký pilot sestřelený při průzkumném letu nad Sovětským svazem († 1. srpna 1977)
- 18. srpna – Hugues Aufray, francouzský zpěvák, písničkář, skladatel a kytarista
- 21. srpna – Vjačeslav Vsevolodovič Ivanov, ruský filolog a indoevropeista († 7. října 2017)
- 24. srpna – Jásir Arafat, prezident Palestinské autonomie († 11. listopadu 2004)
- 25. srpna – Dominique Fernandez, francouzský spisovatel
- 27. srpna – Ira Levin, americký spisovatel († 12. listopadu 2007)
- 1. září – Květa Fialová, česká herečka († 26. září 2017)
- 2. září – Victor Spinetti, velšský herec, komik a spisovatel († 18. června 2012)
- 3. září – Dorothee Sölleová, německá protestantská teoložka († 27. dubna 2003)
- 5. září – Andrijan Nikolajev, sovětský vojenský letec a kosmonaut († 3. července 2004)
- 12. září – Guus Zoutendijk, nizozemský matematik († 29. ledna 2005)
- 13. září – Nikolaj Gjaurov, bulharský operní pěvec, bas († 2. června 2004)
- 15. září
  - Halina Birenbaum, polská spisovatelka
  - Murray Gell-Mann, americký fyzik, nositel Nobelovy ceny († 24. května 2019)
  - Grigorij Fedotovič Krivošejev, ruský historik († 29. dubna 2019)
- 17. září – Stirling Moss, britský pilot Formule 1 († 12. dubna 2020)
- 21. září
  - Sándor Kocsis, maďarský fotbalista († 22. července 1979)
  - Bernard Williams, britský filozof († 10. června 2003)
- 22. září – Carlo Ubbiali, italský motocyklový závodník († 2. června 2020)
- 24. září – John Carter, americký jazzový saxofonista († 31. března 1991)
- 26. září – Ferdinand Milučký, slovenský architekt
- 28. září – Dmytro Pavlyčko, ukrajinský básník, překladatel, občansko-politický aktivista († 29. ledna 2023)
- 29. září – Rolf Kühn, německý jazzový klarinetista († 18. srpna 2022)
- 2. října – Howard Roberts, americký kytarista († 28. června 1992)
- 6. října
  - Christoph Scriba, německý historik a matematik († 26. července 2013)
  - Bruno Cremer, francouzský herec († 7. srpna 2010)
- 10. října – Ed Blackwell, americký jazzový bubeník († 7. října 1992)
- 15. října – Milorad Pavić, srbský spisovatel († 30. listopadu 2009)
- 18. října – Violeta Chamorro, prezidentka Nikaraguy
- 19. října – Michail Petrovič Simonov, ruský letecký konstruktér († 4. března 2011)
- 21. října – Ursula K. Le Guinová, americká spisovatelka († 22. ledna 2018)
- 22. října
  - Lev Jašin, sovětský fotbalový brankář († 20. března 1990)
  - Giorgio Gaslini, italský jazzový klavírista a skladatel († 29. července 2014)
- 23. října
  - Leonard Freed, americký dokumentární a reportážní fotograf († 29. listopadu 2006)
  - Dimitrij Ukolov, sovětský hokejový reprezentant († 25. listopadu 1992)
- 25. října
  - Peter Rühmkorf, německý spisovatel a básník († 8. června 2008)
  - Kazuo Ikehiro, japonský filmový režisér a scenárista
- 26. října
  - Jean Blondel, francouzský politolog († 25. prosince 2022)
  - Dane Zajc, slovinský básník, dramatik a spisovatel († 20. října 2005)
- 29. října – Jevgenij Primakov, ruský premiér († 26. června 2015)
- 30. října – Viera Strnisková, slovenská herečka († 31. srpna 2013)
- 31. října – Bud Spencer, italský herec († 27. června 2016)
- 2. listopadu
  - Richard Edward Taylor, kanadsko-americký fyzik, nositel Nobelovy ceny († 22. února 2018)
  - Amar Bose, americko-indický podnikatel, vědec, konstruktér a pedagog († 12. července 2013)
- 5. listopadu – Lennart Johansson, švédský fotbalový funkcionář († 4. června 2019)
- 7. listopadu – Mervyn Burtch, velšský hudební skladatel († 12. května 2015)
- 8. listopadu – William Innes Homer, americký historik umění a spisovatel († 8. července 2012)
- 9. listopadu
  - Imre Kertész, maďarský spisovatel, nositel Nobelovy ceny († 31. března 2016)
  - Alexandra Pachmutovová, ruská hudební skladatelka
- 11. listopadu – Hans Magnus Enzensberger, německý spisovatel († 24. listopadu 2022)
- 12. listopadu
  - Grace Kellyová, americká herečka, monacká kněžna († 14. září 1982)
  - Michael Ende, německý spisovatel († 28. srpna 1995)
- 16. listopadu – Alfred Wertheimer, americký fotograf († 19. října 2014)
- 19. listopadu
  - Franc Perko, arcibiskup Bělehradu († 20. února 2008)
  - Jozef Dóczy, slovenský herec († 21. ledna 2013)
- 21. listopadu – Nachum Admoni, ředitel izraelské zpravodajské služby Mosad
- 23. listopadu – Pat Patrick, americký jazzový saxofonista († 31. prosince 1991)
- 28. listopadu – Berry Gordy, americký hudební skladatel a producent
- 30. listopadu – Dick Clark, americký televizní a rozhlasový moderátor († 18. dubna 2012)
- 1. prosince – Alfred Moisiu, albánský prezident
- 2. prosince – Harvey Phillips, americký tubista († 20. října 2010)
- 6. prosince
  - Nikolaus Harnoncourt, rakouský dirigent, cellista, hudební publicista († 5. března 2016)
  - Teuku Jacob, indonéský paleontolog († 17. října 2007)
- 8. prosince – Pavol Haspra, slovenský režisér († 27. března 2004)
- 9. prosince
  - Bob Hawke, australský premiér († 16. května 2019)
  - John Cassavetes, americký filmový režisér, herec a scenárista († 3. února 1989)
- 12. prosince
  - Tošiko Akijoši, japonská jazzová klavíristka a skladatelka
  - John Osborne, britský dramatik († 24. prosince 1994)
- 13. prosince – Christopher Plummer, kanadský herec († 5. února 2021)
- 14. prosince
  - Milan Ferko, slovenský spisovatel († 26. listopadu 2010)
  - Fernando Sebastián Aguilar, španělský kardinál († 24. ledna 2019)
- 15. prosince – Barry Harris, americký jazzový klavírista a skladatel († 8. prosince 2021)
- 18. prosince – Józef Glemp, kardinál a polský primas († 23. ledna 2013)
- 19. prosince – Bob Brookmeyer, americký jazzový pozounista, pianista a skladatel († 15. prosince 2011)
- 20. prosince – Milan Panić, srbsko-americký multimilionář, jugoslávský premiér
- 23. prosince – Chet Baker, americký jazzový trumpetista († 13. května 1988)
- 27. prosince – Jean Coué, francouzský spisovatel, novinář a šansoniér († 10. října 2008)
- 28. prosince – Terry Sawchuk, kanadský hokejový brankář († 31. května 1970)
- 29. prosince – Matt Murphy, americký bluesový kytarista († 15. června 2018)
- neznámé datum – David Fintz Altabé, americký básník († 2008)

## Úmrtí

### Česko

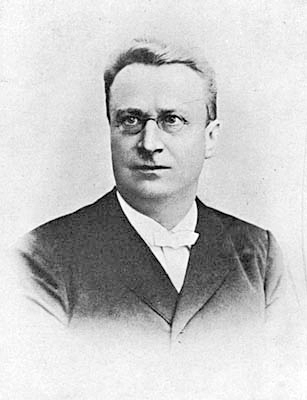
Jan Karafiát († 31. ledna)

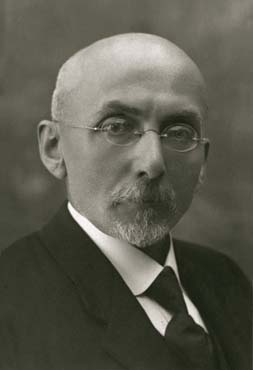
Otokar Březina († 25. března)

- 07. ledna – Vladimír Gamza, divadelní režisér a herec (* 20. února 1902)
- 13. ledna – Franta Župan, pedagog a spisovatel (* 23. května 1858)
- 15. ledna – Karel Vorovka, matematik a filozof (* 3. února 1878)
- 19. ledna
  - František Herites, básník a spisovatel (* 27. února 1851)
  - František Hovorka, varhaník, sbormistr, hudební skladatel a pedagog (* 12. srpna 1881)
- 25. ledna – František Hergesel, sochař, restaurátor a malíř (* 8. března 1857)
- 31. ledna – Jan Karafiát, evangelický farář a spisovatel (* 4. ledna 1846)
- 04. února – Hugo Salus, pražský německy píšící spisovatel a básník (* 5. srpna 1866)
- 07. února – Josef Tittel, teolog, kanovník olomoucké kapituly (* 6. října 1849)
- 08. února – Hugo Václav Sáňka, speleolog, archeolog a blanenský kronikář (* 26. března 1859)
- 10. února – Emil Tréval, lékař a spisovatel (* 13. prosince 1859)
- 12. února – Václav Ertl, bohemista a překladatel (* 13. dubna 1875)
- 14. února – Franz Friedrich Palme, severočeský sklářský průmyslník (* 16. listopadu 1858)
- 16. února – Eduard Wenisch, sudetoněmecký učitel, redaktor a spisovatel (* 29. ledna 1852)
- 21. února – Karel Ludvík Klusáček, malíř, ilustrátor a básník (* 25. října 1865)
- 25. února – František Neumann, dirigent a hudební skladatel (* 16. června 1874)
- 26. února – Jára Sedláček, herec a režisér (* 9. října 1884)
- 03. března – Jan Alois Kubíček, kněz, církevní historik (* 25. prosince 1857)
- 06. března – Josef Holeček, spisovatel (* 27. února 1853)
- 15. března – Otakar Hübner, československý politik (* 14. prosince 1870)
- 17. března – Julius Rauscher, hudební skladatel a pedagog (* 4. dubna 1859)
- 23. března – Jan Pleva, poslanec Českého zemského sněmu a Říšské rady (* 11. července 1843)
- 25. března – Otokar Březina, básník (* 13. září 1868)
- 26. března – Bedřich Piskač, malíř (* 8. května 1898)
- 30. března – Ignaz Hübner, československý politik (* 28. srpna 1855)
- 06. dubna – Karel Pospíšil, klavírista a skladatel (* 6. dubna 1867)
- 16. dubna – Theodor Zuleger, sudetoněmecký politik (* 28. prosince 1858)
- 24. dubna – Bohuslav Franta, československý politik (* 8. května 1861)
- 29. dubna
  - Fráňa Kučera, básník (* 11. října 1897)
  - Jan Bohuslav Kraicz, lékař a politik (* 29. dubna 1869)
- 05. května – Josef Mašek, československý politik (* 3. července 1854)
- 08. května – Josef Zukal, historik (* 8. března 1841)
- 11. května – Josef Fořt, politik (* 25. října 1850)
- 28. května – Jurko Lažo, československý politik rusínské národnosti (* 3. května 1867)
- 06. června – Richard Réti, československý šachista (* 28. května 1889)
- 04. července – Antonín Čapek, báňský a lázeňský lékař (* 26. července 1855)
- 07. července – Emil Czech, akademický malíř (* 17. října 1862)
- 08. července – Jaroslav Goll, historik (* 14. července 1846)
- 13. července – Bohdan Kaminský, řezbář, básník a překladatel (* 24. února 1859)
- 21. července – Karel Elgart-Sokol, spisovatel a pedagog (* 18. ledna 1874)
- 24. července – Richard Lauda, malíř (* 3. ledna 1873)
- 26. července – Jaroslav Dlouhý, kněz a náboženský spisovatel (* 18. ledna 1869)
- 29. července – Karel Zdeněk Líman, architekt (* 3. března 1855)
- 08. srpna – František Buříval, československý politik (* 1. října 1868)
- 11. srpna – Rudolf Nováček, vojenský kapelník a skladatel (* 7. dubna 1860)
- 14. srpna – Bedřich Macků, československý fyzik a politik (* 8. března 1879)
- 21. srpna – Leopold Wohlschlager, státní kat (* 1. listopadu 1855)
- 26. srpna – Antonín Čech, litoměřický světící biskup (* 2. února 1860)
- 06. září – Alexandr Kantor, divadelní herec, režisér a dramatik (* 14. února 1871)
- 08. září – František Úprka, sochař (* 26. února 1868)
- 20. října – Karel Driml, lékař, popularizátor, spisovatel a dramatik (* 2. ledna 1891)
- 22. října – Karel Starý starší, architekt (* 18. března 1843)
- 28. října – Hermann Ungar, německy píšící prozaik a dramatik (* 20. dubna 1893)
- 01. listopadu
  - Ladislav Krouský, zakladatel a sanatoria pro rekonvalescenty Stupčicích (* 9. ledna 1866)
  - Josef Schiller, československý politik německé národnosti (* 19. září 1873)
- 14. listopadu – Karel Anděl, československý politik (* 7. listopadu 1876)
- 20. listopadu – Emanuel Fait, učitel a cestovatel (* 18. července 1854)
- 01. prosince – Václav Kotrba, knihtiskař, vydavatel a knihkupec (* 2. dubna 1871)

### Svět

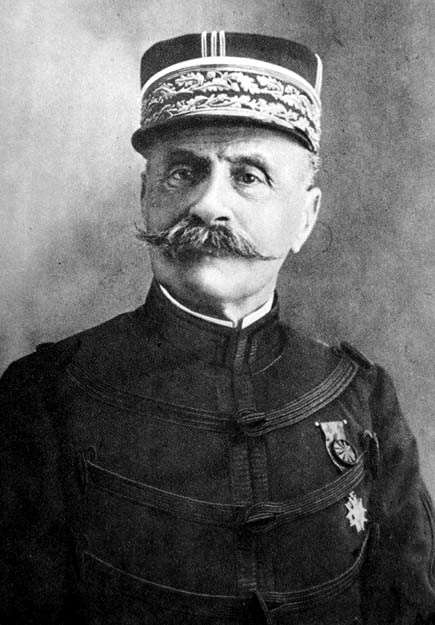
Ferdinand Foch († 20. března)

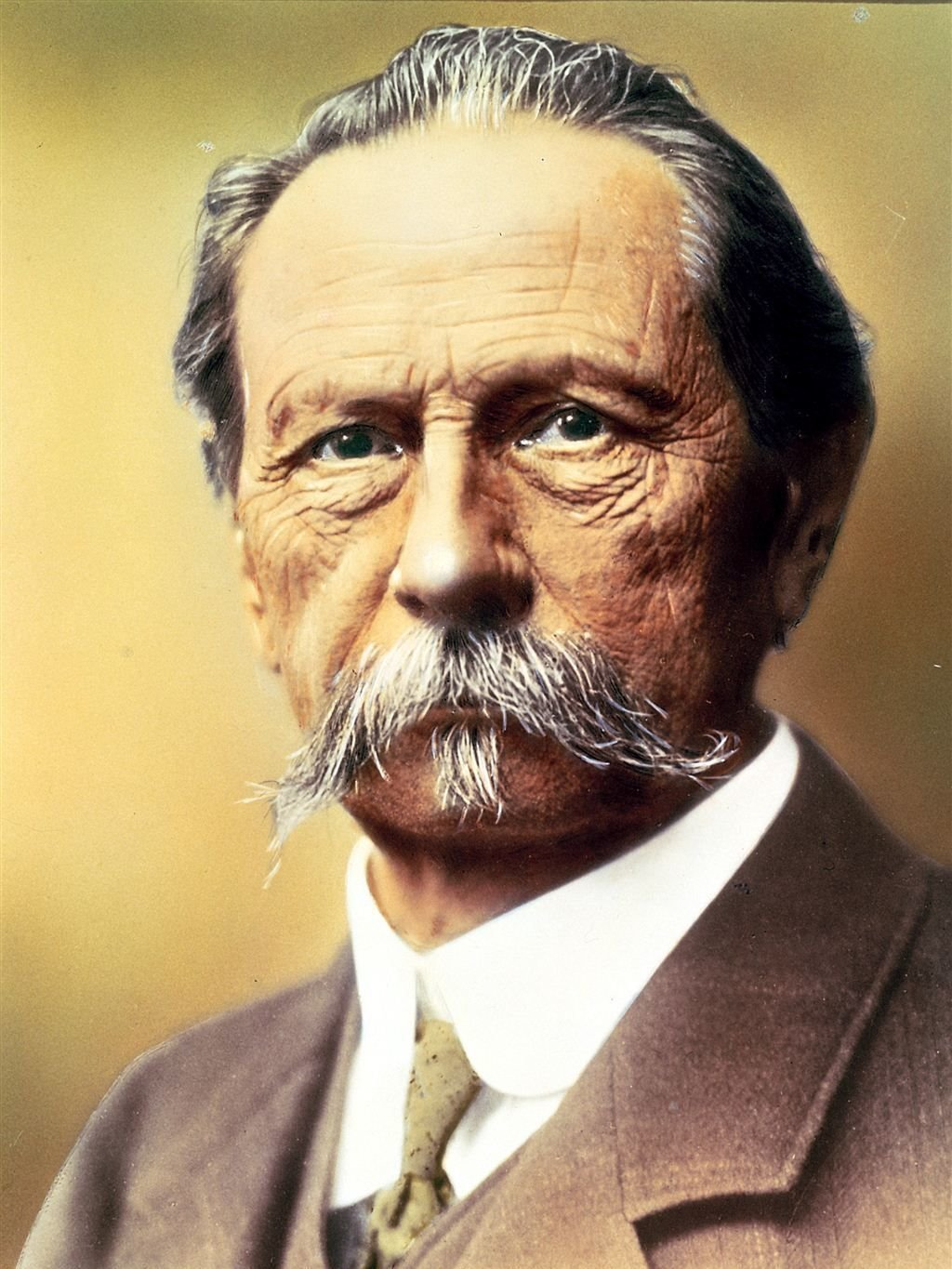
Karl Benz († 4. dubna)

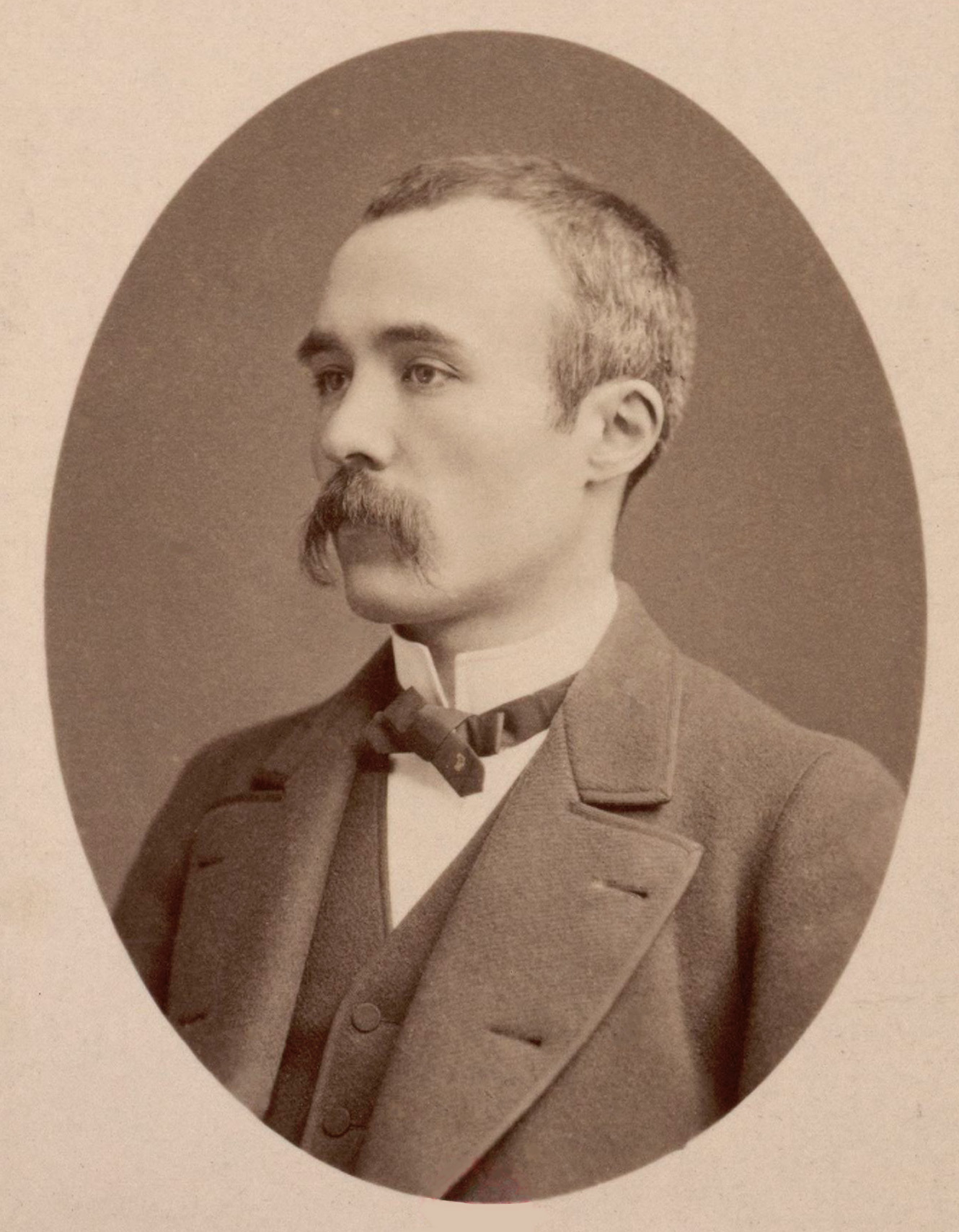
Georges Clemenceau († 24. listopadu)

- 5. ledna – Nikolaj Nikolajevič Romanov, velkokníže ruský, nejvyšší velitel armády (* 18. listopadu 1856)
- 13. ledna – Wyatt Earp, americký šerif (* 19. března 1848)
- 14. ledna – Sergej Nilus, ruský spisovatel náboženských textů, mystik (* 25. srpna 1862)
- 15. ledna – Seamark, britský novinář a spisovatel (* ? 1894)
- 18. ledna – Maurice Bouchor, francouzský básník, dramatik a sochař (* 18. listopadu 1855)
- 22. ledna – Cornelis Lely, nizozemský vodohospodářský inženýr, projektant Zuiderzeewerken, guvernér Surinamu (* 23. září 1854)
- 24. ledna – Wilfred Baddeley, britský tenista (* 11. ledna 1872)
- 29. ledna – George Roux, francouzský malíř a ilustrátor (* 5. dubna 1853)
- 30. ledna – La Goulue, francouzská tanečnice (* 13. července 1866)
- 6. února – Marie Kristýna Rakouská, španělská královna (* 21. července 1858)
- 11. února – Jan II. z Lichtenštejna, lichtenštejnský kníže (* 5. října 1840)
- 14. února – Tom Burke, americký atlet, dvojnásobný olympijský vítěz 1896 (* 15. ledna 1875)
- 22. února – Gunnar Heiberg, norský dramatik (* 18. listopadu 1857)
- 23. února – Mercédès Jellinek, dívka, jejíž jméno nesou automobily Mercedes-Benz (* 16. září 1889)
- 25. února – Alexander Binder, švýcarský fotograf (* 1888)
- 1. března
  - Ernst Oppler, německý malíř (* 9. září 1867)
  - Vincenzo Gemito, italský sochař a grafik (* 16. července 1852)
- 5. března
  - Francesco Paolo Michetti, italský malíř a fotograf (* 4. srpna 1851)
  - David Dunbar Buick, americký vynálezce (* 17. září 1854)
- 13. března – Henry Scott Tuke, britský malíř a fotograf (* 12. června 1858)
- 15. března – Pinetop Smith, americký jazzový klavírista (* 11. června 1904)
- 17. března – Antoni Lange, polský spisovatel (* 28. dubna 1862)
- 18. března – Elisa Hohenlohe-Langenburská, německá šlechtična a kněžna z Reussu (* 4. září 1864)
- 20. března – Ferdinand Foch, francouzský vojevůdce (* 2. října 1851)
- 23. března – Maurice Sarrail, francouzský generál z dob první světové války (* 6. dubna 1856)
- 4. dubna – Karl Benz, německý automobilový konstruktér (* 25. listopadu 1844)
- 7. dubna – Édouard Schuré, francouzský spisovatel, filozof a muzikolog (* 21. ledna 1841)
- 10. dubna – T. Enami, japonský fotograf (* 1859)
- 8. května – Charles Horton Cooley, americký sociolog (* 17. srpna 1864)
- 9. května – Gustave Schlumberger, francouzský historik a numismatik (* 17. října 1844)
- 11. května – Jozef Murgaš, slovenský vynálezce, průkopník bezdrátové telekomunikace (* 17. února 1864)
- 12. května – Gustave Marissiaux, belgický umělecký fotograf (* 1872)
- 17. května – Lilli Lehmann, německá operní zpěvačka (* 24. listopadu 1848)
- 21. května – Archibald Primrose, britský premiér (* 7. května 1847)
- 7. června – Henri Gervex, francouzský malíř (* 10. prosince 1852)
- 18. června – Carlo Airoldi, italský atlet, specialista na vytrvalostní běhy (* 21. září 1869)
- 22. června – Alfred Brunswig, německý filozof (* 13. června 1877)
- 15. července – Hugo von Hofmannsthal, rakouský spisovatel (* 1. února 1874)
- 25. července – Matti Aikio, první sámský básník Norska (* 18. června 1872)
- 3. srpna
  - Emile Berliner, americký vynálezce (* 20. května 1851)
  - Thorstein Veblen, americký ekonom a sociolog (* 30. července 1857)
- 4. srpna – Carl Auer von Welsbach, rakouský chemik (* 1. září 1858)
- 9. srpna – Heinrich Zille, nizozemský karikaturista, ilustrátor a fotograf (* 10. ledna 1858)
- 19. srpna – Sergej Ďagilev, ruský baletní impresário (* 31. března 1872)
- 22. srpna – Otto Liman von Sanders, německý generál (* 17. února 1855)
- 11. září – Paul Rosenhayn, autor detektivních románů (* 11. prosince 1877)
- 12. září – Jánis Pliekšāns (Rainis), lotyšský básník, dramatik a politik (* 11. září 1865)
- 15. září – Fehime Sultan, osmanská princezna a dcera sultána Murada V. (* 2. srpna 1875)
- 23. září
  - Louis-Ernest Dubois, kardinál a arcibiskup pařížský (* 1. září 1856)
  - Richard Adolf Zsigmondy, rakouský chemik (* 1. dubna 1865)
- 24. září – Mahidol Adunjadét, thajský princ (* 1. ledna 1892)
- 1. října – Antoine Bourdelle, francouzský sochař a malíř (* 29. října 1861)
- 3. října – Gustav Stresemann, německý říšský kancléř (* 10. května 1878)
- 8. října – Jacek Malczewski, polský malíř (* 15. července 1854)
- 28. října
  - Bernhard von Bülow, německý diplomat a státník (* 3. května 1849)
  - James Ricalton, cestovatel, vynálezce a fotograf (* 1844)
- 31. října – Norman Pritchard, indický filmový herec a sprinter, dvojnásobný olympijský medailista (* 23. června 1877)
- 3. listopadu
  - Jan Niecisław Baudouin de Courtenay, polský jazykovědec a slavista (* 13. března 1845)
  - Olav Aukrust, norský básník (* 21. ledna 1883)
- 6. listopadu – Maxmilián Bádenský, německý říšský kancléř (* 10. července 1867)
- 17. listopadu
  - Minya Diez-Dührkoop, německá fotografka (* 21. června 1873)
  - Herman Hollerith, americký statistik a vynálezce (* 29. února 1860)
- 24. listopadu – Georges Clemenceau, francouzský politik (* 28. září 1841)
- 28. listopadu – Karl Bulla, otec ruského fotožurnalismu (* 26. února 1855)
- 10. prosince – Franz Rosenzweig, německo-židovský filozof (* 25. prosince 1886)
- 19. prosince – Blind Lemon Jefferson, americký bluesový zpěvák (* 24. září 1893)
- 20. prosince – Émile Loubet, francouzský prezident (* 30. prosince 1838)
- 29. prosince – Wilhelm Maybach, německý konstruktér automobilů (* 9. února 1846)
- neznámé datum – Rumeysa Aredba, osmanská šlechtična žijící v harému sultána Mehmeda VI. (* 1873)

## Hlavy státu
Evropa
- Československo: Tomáš Garrigue Masaryk
- Litva – Antanas Smetona

Svět
- Spojené státy americké: Calvin Coolidge (do 4. března), poté Herbert Hoover
- Japonsko – Císař Šówa